# Arte de Teotihuacán

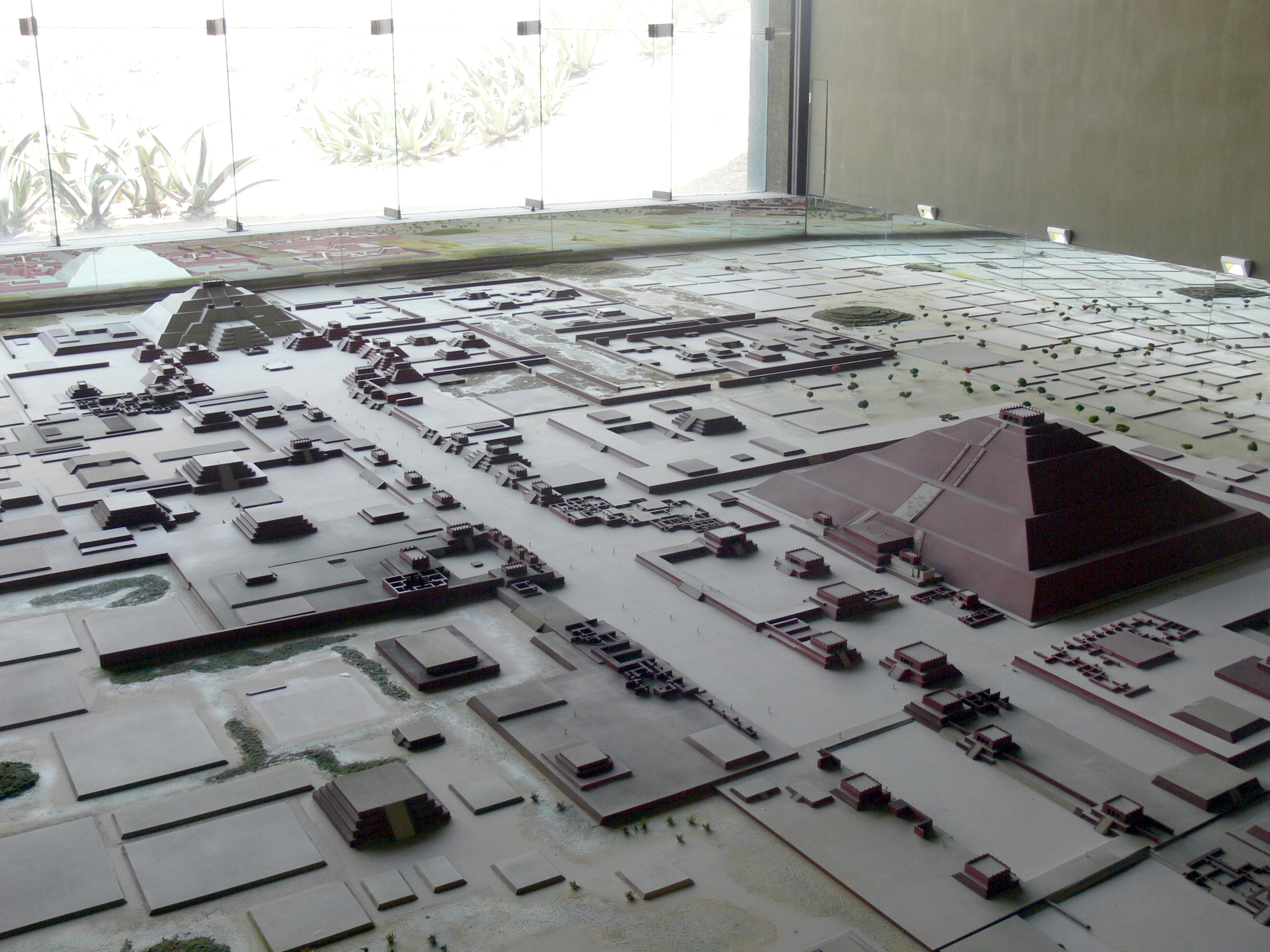
Maqueta del sitio de Teotihuacán.

Teotihuacán es una zona arqueológica situada en la cuenca de Teotihuacán, a unos 45 km del centro de la actual Ciudad de México, cuyo contenido supuso el centro cultural y religioso más importante del Eje Neovolcánico, habitado más de un milenio, desde el 500 a. C. hasta el año 650 d. C. (cuando el lugar empezó a ser abandonado).
Este enorme conjunto (cuyo centro ceremonial ocupó unos 32 km cuadrados) ofrece un arte propio y peculiar en lo que se refiere a arquitectura, escultura, pintura, cerámica y artesanía en general. Durante la época en que Teotihuacán alcanzó el mayor auge, su cultura y su arte influyeron en gran medida sobre los pueblos vecinos que a su vez lo expandieron hasta zonas lejanas (como Monte Albán, El Tajín, Kaminaljuyú o Tikal), por lo que no es extraño encontrar en otros lugares representaciones del arte teotihuacano.
El arte teotihuacano representa la cultura y el modo de vida de sus pobladores. Es un arte austero, hierático, un arte que demuestra en sus formas una gran sobriedad, todo muy apropiado para el lugar santo que lo recibía.
Es de carácter simbólico, de un simbolismo muy amplio, que se diferencia bastante con otras artes mesoamericanas cuyos pueblos llegaron a representar muy gráficamente escenas de guerra (como en Cacaxtla) o retratos (como los mayas). Un tema muy recurrente en el arte teotihuacano es culto al agua, elemento indispensable para una sociedad asentada en un lugar con poca disponibilidad del líquido pero que dependía completamente de la agricultura.
Las primeras excavaciones modernas en Teotihuacán permitieron conocer escenas y personajes a los que se atribuyó un carácter religioso. Esta interpretación llevó a pensar que esta ciudad y otras sociedades contemporáneas de Mesoamérica estaban organizadas en un régimen teocrático. El avance del conocimiento de la arqueología teotihuacana ha mostrado que Teotihuacán también contaba con instituciones militares y que su religión también comprendía la práctica del sacrificio humano. Esta evidencia ha servido para reinterpretar no sólo la iconografía de la ciudad, sino su propia estructura urbana y el simbolismo de sus construcciones.

## Contexto histórico
El gran florecimiento de la cultura teotihuacana tiene lugar en el siglo II, cuando termina el periodo Preclásico mesoamericano y comienza el periodo clásico. Es el tiempo histórico de la aparición de las grandes ciudades en Mesoamérica que desarrollaron una gran cultura junto con una economía muy fuerte. Teotihuacán es un buen ejemplo de estas ciudades, ejemplo de organización, jerarquización y construcción de obras públicas. Una parte importante de su economía estaba basada en el monopolio de la cerámica anaranjado delgado (producida en la Mixteca poblana) y los yacimientos minerales de las sierras de Otumba y las Navajas.
Desde el punto de vista social en Teotihuacán aparecieron grupos humanos muy diversos tanto en el aspecto étnico como social, capaces de organizarse en una serie de instituciones. Uno de esos grupos estaba formado por artistas que a su vez llegaron a desarrollar un importante comercio que dio salida a sus productos. Gracias a las buenas comunicaciones que fueron apareciendo, el comercio pudo extenderse a grandes distancias, llegando a lugares como Nuevo México o Guatemala.

## Urbanismo
A través del tiempo y dentro de una cronología que abarca desde antes del año 100 hasta aproximadamente el año 750 en que la ciudad fue abandonada, el urbanismo de Teotihuacán fue tomando forma con importantes construcciones tanto religiosas como civiles. Rodeando el grandioso centro ceremonial (Teotihuacán propiamente dicho) surgieron barrios residenciales y habitacionales trazados en cuadrículas con los edificios orientados al este. Los distintos barrios (visitables) son: Tepantitla, Tetitla, Zacuala, Yayahuala y Atetelco.
El plan para el desarrollo urbanístico de la ciudad de Teotihuacán fue deliberadamente estudiado, canalizando ríos y arroyos, construyendo una infraestructura de edificios públicos necesarios como silos, depósitos para agua, espacios libres con destino a mercados, casas-albergue para forasteros, etc., hasta conseguir una ciudad de trazado práctico y coherente.
Un cuidadoso trabajo de planificación hizo dividir todo el complejo en cuatro zonas sobre un eje Norte-Sur (la calle de los Muertos) con orientación de 15° 30‘, al este del norte astronómico y otro eje perpendicular formado por dos calles llamadas respectivamente Avenida Este y Avenida Oeste. La Avenida del Este ocupaba 3,5 km de longitud y 40 m de anchura y comenzaba a 400 m al este de la Ciudadela. La Avenida del Oeste empezaba en el lado oeste del Gran Conjunto pero se desconoce dónde terminaba aunque existen diversas suposiciones.

### Barrios foráneos
Los estudios arqueológicos detectaron la presencia de tres grupos de gente venida de otros lugares que se establecieron en barrios instalados en el entorno de la gran ciudad. Los grupos mantuvieron en los primeros tiempos sus creencias y tradiciones, sus costumbres en la comida y en el vestir, sus ornatos y hasta el lenguaje. También la forma de enterrar a los muertos fue en muchos casos distinta de la costumbre teotihuacana, aunque en los últimos años y al cabo de la convivencia y el roce todas estas costumbres se fueron amoldando e integrando a las de la ciudad de Teotihuacán.
- Barrio de Tlailotlacan (barrio zapoteca). Localizado al oeste de la gran ciudad, a 3 km de la calzada de los Muertos y ocupando una extensión de 500 m cuadrados, eran gentes procedentes del valle de Oaxaca, a unos 400 km de distancia. Este enclave fue descubierto en la década de 1960 tras los trabajos arqueológicos de René Millon, de 1967 y 1973; consta de quince conjuntos. Sus construcciones habitacionales fueron parecidas a las empleadas en Teotihuacán aunque con el añadido de elementos propios que seguramente copiaban de su lugar de origen. Se dedicaban a la alfarería hecha con una pasta gris muy fina importada desde Oaxaca.

Enterraban a sus muertos importantes en tumbas de piedra en lugares destacados. Las tumbas consistían en antecámara y cámara principal a la que se accedía por escaleras. Se encontró ajuar consistente en objetos importados más incensarios teotihuacanos. Las personas menos importantes eran enterradas en otros lugares de la casa, en fosas alargadas.
Los estudios realizados concluyen en que estos grupos dominaban el trabajo y comercio de la cal, la cerámica anaranjado delgado y la importación de mica desde Monte Albán. También eran diestros en la fabricación de tintes con la ayuda de la cochinilla.
- Estructura 19. Con este nombre conocen los arqueólogos e historiadores al conjunto arquitectónico asentado cerca del barrio zapoteca procedente de Oaxaca. Los habitantes de este enclave llegaron hacia el año 250 en grupo aproximado de 100, procedentes de las tierras que hoy conforman el estado de Michoacán.[11]

El complejo habitacional tiene en general una estructura teotihuacana pero en algunos aspectos difiere con un toque personal de grupo, incluso con imitaciones de detalles empleados por sus vecinos los zapotecas, como ocurre con la manera de hacer el solado de las casas. Este solado se fabricó unas veces con cantos rodados, otras con lajas y una tercera modalidad con una combinación de ambas: cantos rodados más lajas, componiendo así una especie de mosaico, forma bastante frecuente en la región de Oaxaca. A veces se encuentran estos pisos superpuestos a la argamasa con estuco, original de una construcción teotihuacana. Otros elementos propios son los conductos de cerámica empleados para drenaje de aguas, elemento habitual en las tierras oaxaqueñas pero desconocido en Teotihuacán.
Las tumbas descubiertas y estudiadas en este lugar presentan también rasgos particulares, con excepción de los enterramientos de fases posteriores a la llegada, que se acoplaron ya a las costumbres teotihuacanas, sepultando a sus muertos en fosas bajo los pisos, incluso practicando la incineración. Los primeros grupos cavaron sus tumbas en el interior del conjunto cubriéndolas con grandes piedras. En alguna de estas tumbas se encontraron ajuares con figuras importadas de Michoacán, lo que confirmó (junto con otros estudios) la teoría de la procedencia geográfica de este grupo.
- Barrio de los comerciantes. Este barrio lo formó un grupo procedente del centro-norte de Veracruz, probablemente un grupo huasteca. Se estableció al norte de Teotihuacán. Se ha podido saber que desarrolló una gran actividad y que se relacionaron con las gentes del sur de Veracruz, de la península del Yucatán y Belice principalmente. Otro grupo procedía del occidente de México. Los primeros en llegar hicieron construcciones habitacionales distintas a las construidas en Teotihuacán. El complejo se extendió ocupando 4 hectáreas, con una comunidad de 1.700 personas. Construían en torno a espacios que eran verdaderas plazas, llevando a cabo una estructura de planta circular de 5 a 9,5 m de diámetro, empleando piedra o adobe en muros en talud. Los edificios se dedicaban a viviendas y almacenes. En la última fase de ocupación muchas de estas construcciones circulares se cubrieron con rectángulos de piedra y sin talud, modificando por completo el aspecto.

En este lugar se hallaron objetos de cerámica, jade de Guatemala, ámbar, pedernal de Belice, conchas marinas, alimentos como cacao y materiales como huesos de animales procedentes de regiones lejanas, algodón y hule. La actividad económica principal fue el comercio a larga distancia, llevada por los hombres (que eran foráneos) mientras que las mujeres eran de Teotihuacán y se dedicaban al teñido de textiles y a tejer.

## Los edificios

### El Gran Conjunto
Este gran recinto arquitectónico fue uno de los más recientes descubrimientos. En este lugar estuvo el gran mercado de la ciudad que junto con el espacio llamado Ciudadela, formaba el centro comercial, administrativo y religioso. En los tiempos actuales, en este mismo espacio se encuentra el aparcamiento de coches, el museo, el mercado y las oficinas administrativas.

### La Ciudadela y templo de Quetzalcoatl

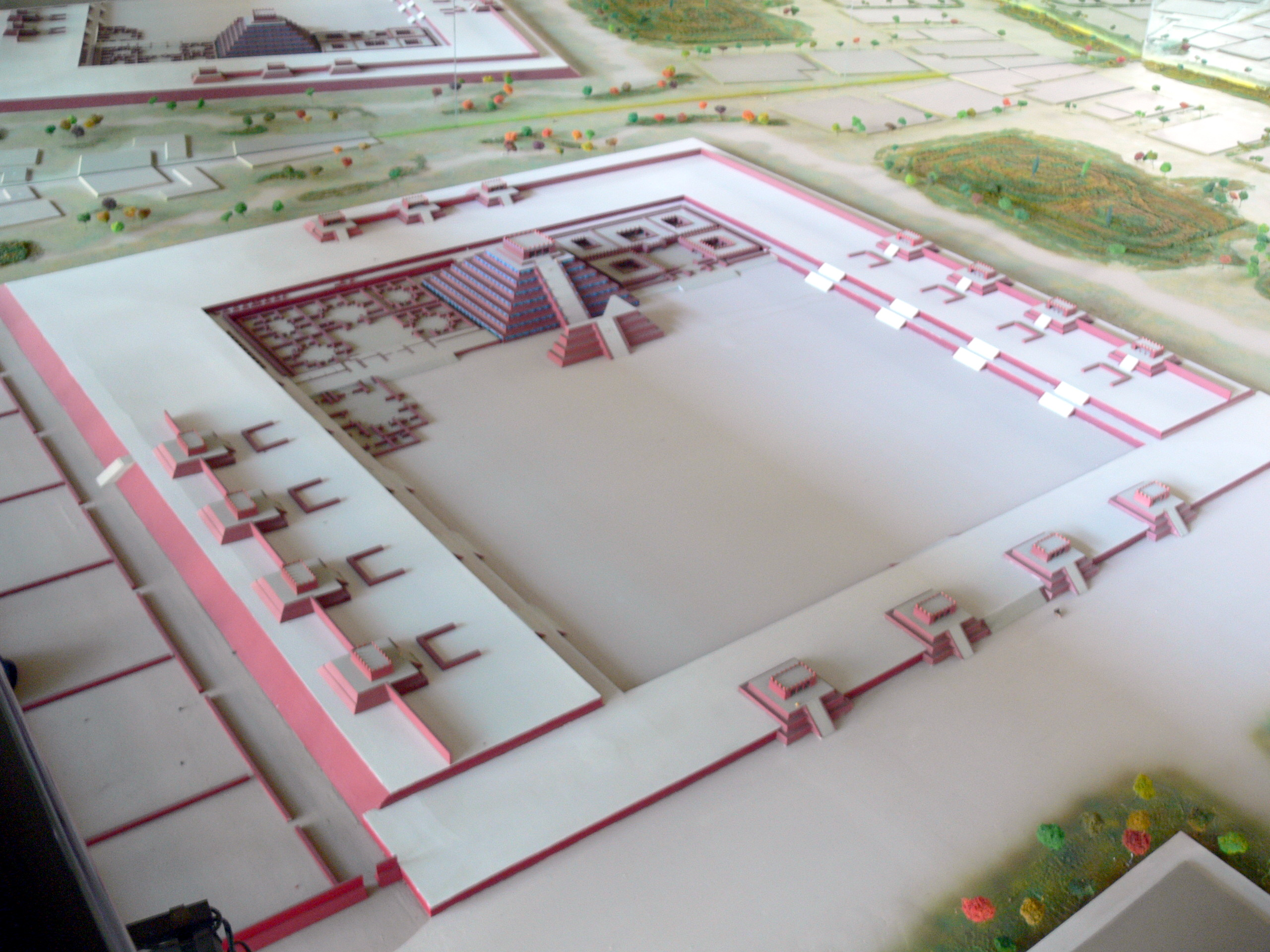
Maqueta de la Ciudadela.

Es un rectángulo que tenía una serie de habitaciones donde se supone que residían los sacerdotes y los gobernantes. El nombre de ciudadela le fue dado por los conquistadores españoles que creyeron ver en el conjunto un recinto militar.
Hacia la mitad del lado este se construyó el templo conocido durante años como templo de Quetzalcoatl donde adoraban alguna deidad relacionada con el agua y la lluvia. La historiografía moderna trata de evitar esta denominación por considerarla inexacta. El edificio fue descubierto en el año 1920. Estaba soterrado por una pirámide de paredes lisas, sin ningún tipo de ornamentación.
Lo mandó levantar el rey tolteca Mitl, que vivió desde el 770 al 829. Cuando se descubrió debajo de la pirámide lisa salió a la luz toda su decoración de mosaicos hechos con piedras, las cabezas y símbolos divinos del dios Tláloc (el dios de la lluvia y señor del trueno y numen local del valle de México), y del dios Quetzalcóatl (la estrella matutina, la serpiente emplumada, genio nacional). Este dios lo adoptaron después los aztecas y creyeron verlo en la figura de Hernán Cortés). En tiempos anteriores a la conquista fue conocido como "templo de la rana" por un fetiche muy antiguo que se conservaba en él. Se sabe de su existencia gracias a la descripción que hace en sus crónicas un personaje de fines de 1600 llamado Ixtlilxochiltl, cultísimo descendiente de los reyes de Texcoco. En una de sus descripciones dice:

La rana del templo construido por el rey Mitl en Teotihuacán, era de esmeralda, la cual los españoles que vinieron a esta tierra la alcanzaron y dieron buena cuenta de ella.

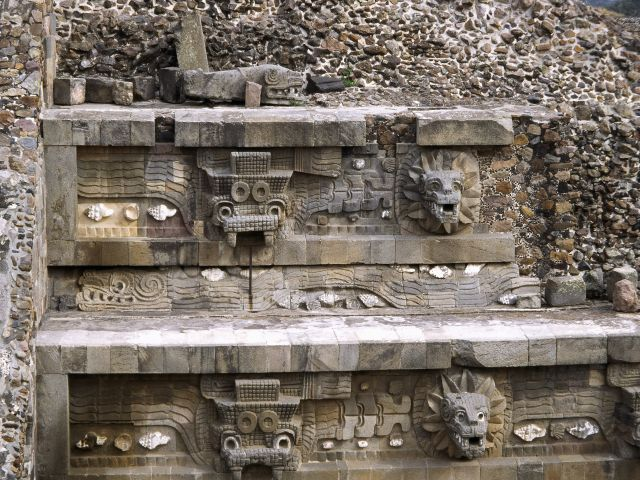
Panel con relieves representando a Tláloc, serpiente emplumada y caracolas.

El templo está profusamente decorado con relieves que representan al dios Tláloc y a la serpiente emplumada que simboliza las aguas terrestres. Tienen unas cabezas que salen de una especie de flor de once pétalos. Hay en el templo otros elementos relacionados con el agua: caracolas y conchas. Todo este frente tallado estuvo policromado.

### La calzada de los Muertos

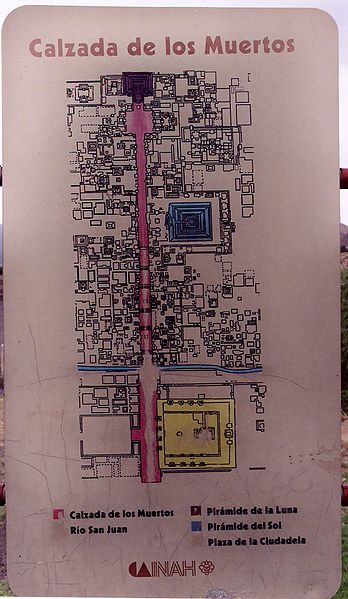
Recreación de la calle de los Muertos.

Conocida también por Calzada de los Muertos. Fue la principal arteria de la ciudad. Mide 4 km de largo por 43 m de ancho. A lo largo de esta avenida y hasta llegar a su desembocadura en la plaza de la pirámide de la Luna, se encuentran diversos edificios a derecha e izquierda. Está orientada 15° 30′ al este del norte astronómico, como ocurre con casi todas las construcciones de este lugar.

### Edificios superpuestos
Era muy común en la arquitectura de los pueblos prehispánicos construir un nuevo edificio sobre uno ya existente del cual se demolía sólo alguna parte. Con la ayuda de la arqueología se han ido descubriendo edificios superpuestos unos sobre otros.

### Grupo Viking
La Fundación Viking costeó los trabajos arqueológicos de este conjunto que se encuentra en el lado este de la calle de los Muertos, a unos 300 m al suroeste de la pirámide del Sol. El arqueólogo Pedro Armillas se encargó de su excavación y estudio, buscando tumbas y ofrendas religiosas. La sorpresa fue encontrar en la estructura del llamado Patio I unas láminas de mica de 6 cm de espesor. Estas capas habían sido recubiertas con tezontle y abarcaban unos 29 m cuadrados de superficie. Por este descubrimiento los edificios se conocieron también con el nombre de pisos de mica.

### Casa del sacerdote
Se puso ese nombre a unas edificaciones que se encuentran cerca de la pirámide del Sol, ligeramente alejadas de la calle de los Muertos. Su estructura tiene las características de las residencias de los barrios por lo que se cree que sirvieron de vivienda, en este caso vivienda para los sacerdotes del templo.

### Plaza de la pirámide del Sol

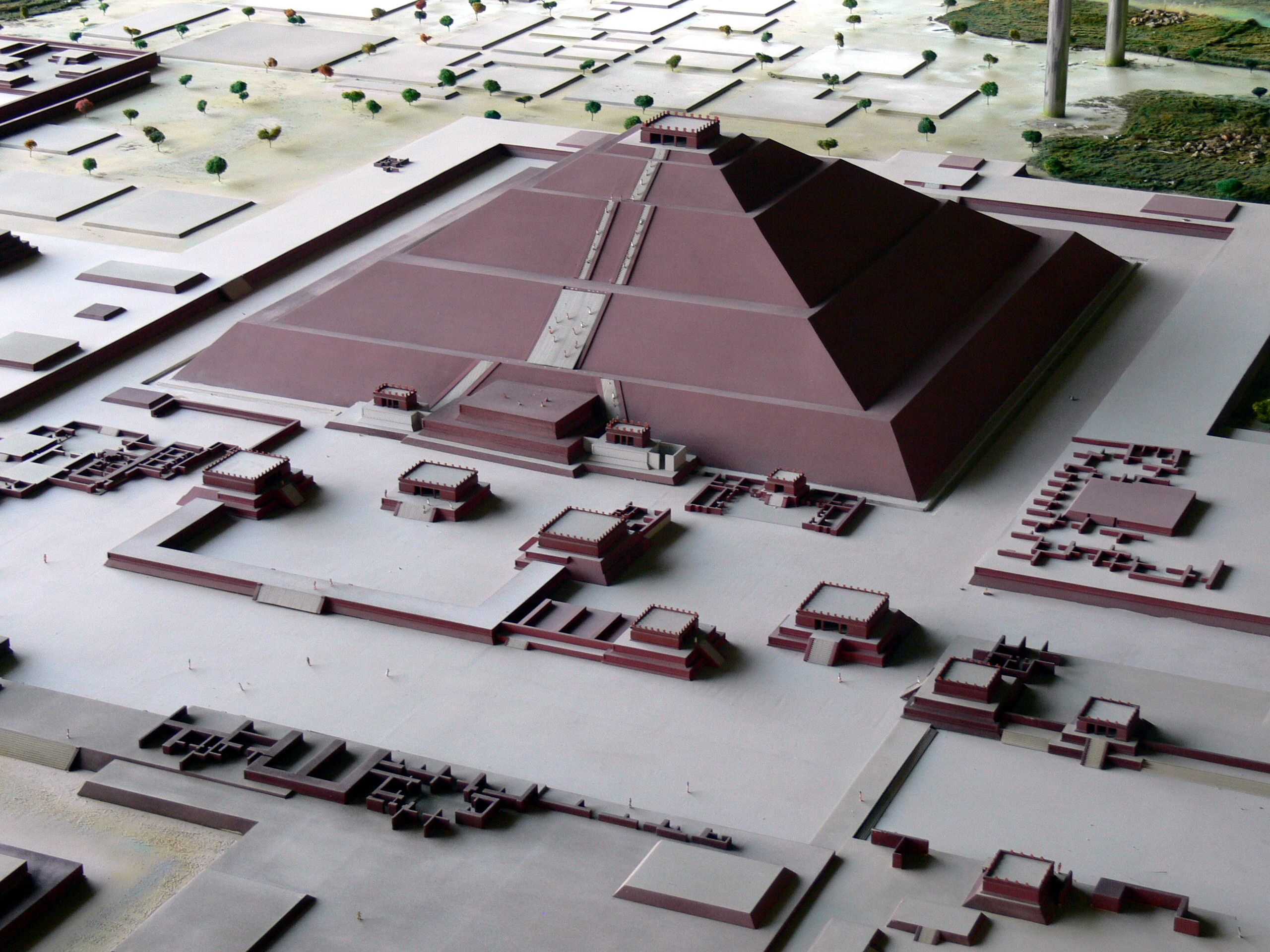
Maqueta de la plaza y pirámide del Sol.

Este espacio se encuentra entre la calle de los Muertos y la pirámide del Sol. Es una plaza bastante amplia en cuyo centro están los restos de los que fue un adoratorio o altar que consistía en un tablero sobre un muro inclinado. Quedan también los cimientos de los restos de un templo menor. Al norte y al sur pueden verse otros vestigios de altares o adoratorios.

### Pirámide del Sol
Alcanza una altura de alrededor de 70 m siendo el edificio más alto de Teotihuacán. En su base mide 245 m (otras medidas dan 225 m) por lado. Tuvo un templo en la última plataforma. Está construida con un núcleo de adobe y el exterior estuvo cubierto de estuco. El emplazamiento fue elegido con relación al sol que se oculta precisamente frente a ella y la luz solar cenital la llega a iluminar de lleno. Una plataforma rodeó en algún momento tres de sus lados. En 1971 nuevas excavaciones y estudios descubrieron una gruta debajo de la pirámide. Desde esta gruta se accede a través de 4 puertas, dispuestas como los pétalos de una flor, a otras tantas salas. A esta gruta se llega a través de un pozo de 7 m de largo que se encuentra al pie de la escalera de la pirámide. No se visita, sólo está a disposición de historiadores y arqueólogos.

### Palacio del Sol
Muy cerca de la plaza y de la pirámide del Sol se encuentra un edificio habitacional que a juzgar por su estructura y la decoración que tenía, se supone que fue la residencia del sumo sacerdote. Aquí se descubrieron unas pinturas murales consideradas como de lo mejor de Teotihuacán. Estaba decorado también con representaciones del disco solar. Y también del conocido disco solar: el dios de la muerte.

### Patio de los Cuatro Templitos
Frente al anterior palacio y al otro lado de la calle se encuentra este conjunto de cuatro templos en las esquinas de una plataforma en cuyo centro hay un altar.

### Dos templos
Muy cerca de la plaza de la pirámide de la Luna se encuentran los restos de dos templos llamados de los Animales Mitológicos y de la Agricultura. En el primero aparecieron unos murales con figuras fantásticas; se conservan en el museo de Antropología de México. En el segundo se encontraron también unas pinturas murales con representación de plantas. Sólo se conservan las copias tomadas en su momento.

### Plaza de la pirámide de la Luna

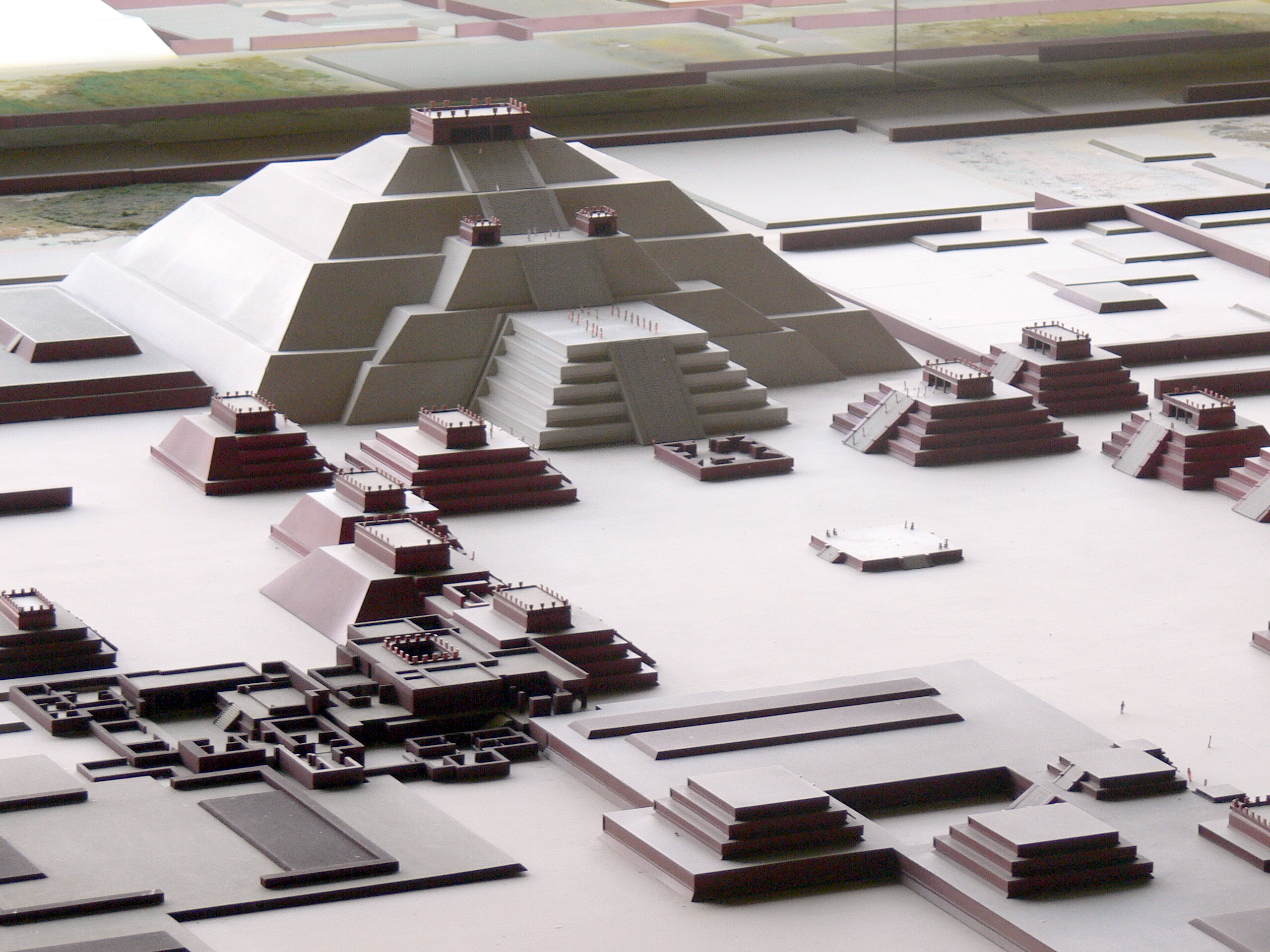
Maqueta de la plaza y pirámide de la Luna.

Es el espacio más armonioso y mejor estructurado arquitectónicamente. Los edificios son basamentos escalonados y piramidales de cuatro cuerpos. En su origen tuvieron un templo en la última plataforma. Mide 204,50 m de norte a sur y 137 m de este a oeste. En el centro hay un altar decorado en los costados.

### Pirámide de la Luna
Se encuentra al norte del recinto de Teotihuacán, al final de la calle de los Muertos. Tiene como telón de fondo el llamado Cerro Gordo, montaña no muy elevada de origen volcánico. Fue construida en terreno más elevado que la del Sol, de manera que aun siendo más pequeña queda a la misma altura que aquella. Consta de cuatro grandes cuerpos piramidales superpuestos, a los que se va subiendo por medio de unas escaleras muy anchas, en la parte frontal. Su creación data de unos 100 años después a la creación de la pirámide del Sol.

### Conjunto de templos
Este conjunto se encuentra entre la plaza de la Luna y la pirámide de la Luna. Está formado por once templos, uno central y el resto rodeando. Se supone que en este lugar se celebraban ceremonias religiosas de gran importancia.

### Palacio de Quetzalpapálotl

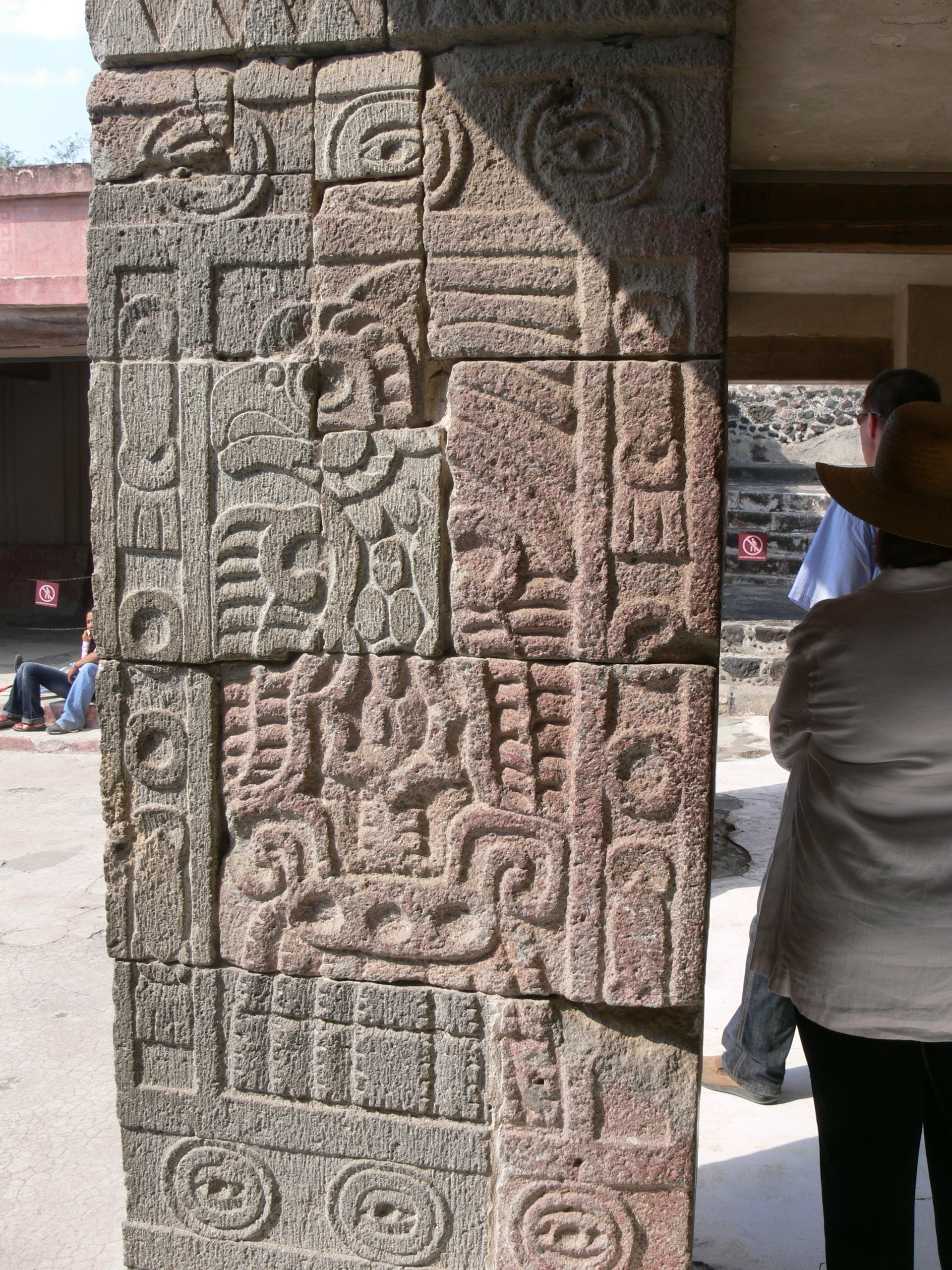
Pilares en el patio central del palacio de Quetzalpapálotl

Se encuentra en el lado suroeste de la plaza de la Luna, junto con otras dos estructuras: Palacio de los Jaguares y palacio de los Caracoles emplumados. El palacio de Quetzalpapálotl (llamado también Quetzalmariposa) está considerado como el edificio más lujoso de la ciudad y uno de los más importantes por lo que se le supone residencia de un personaje notable e influyente o algún gran sacerdote. La profusa decoración de los muros ha llegado bastante bien conservada a través de los siglos, en especial el color rojo, el preferido en la decoración de la ciudad. Las partes bajas del edificio conservan el color original. Este palacio muestra un buen ejemplo de lo que debieron ser los decorados teotihuacanos.
El palacio tiene un patio (llamado patio de los pilares) decorado con bellos bajorrelieves en cada uno de los pilares que lo sustentan. Hacia la mitad de cada pilar puede verse una composición iconográfica que ha sido objeto de discusión entre los especialistas. De acuerdo con Acosta, se trata de representaciones de una divinidad a la que dio el nombre de Quetzalpapálotl, de ahí el nombre del edificio. Sin embargo, Duverger dice que se trata de una alegoría del sacrificio humano. En esa interpretación, se trataría de un águila posada sobre un cuauhxicalli, recipiente donde se colocaban los corazones ofrendados en el culto al sol.

#### Palacio de los Jaguares
Está situado también en el lado oeste de la plaza de la pirámide de la Luna. A ambos lados de la puerta se muestran las imágenes de dos felinos bastante grandes; llevan sus cabezas emplumadas y sostienen una caracola con sus patas; parece que están soplando por ella como si se tratase de un instrumento musical. En el lomo y en la cola tienen incrustaciones de conchas del mar. En la orilla de la parte superior del mural pueden verse unos símbolos pertenecientes al dios de la lluvia; hay un glifo con decoración de plumas que representa el año solar teotihuacano.

#### Edificio de las caracolas emplumadas
Representa la estructura más antigua de todas las que forman la ciudad de Teotihuacán. Se accede a ella por un túnel que está debajo del Palacio de Quetzalpapálotl. Parece ser que perteneció a un templo que estuvo muy decorado. Allí pueden verse unas imágenes simbólicas de instrumentos de música con forma de caracola y unas delicadas plumas. En la parte inferior de la estructura hay una plataforma profusamente ornamentada donde se ve un gran número de aves que se han interpretado como pericos. De ellos salen unos chorros de agua en abundancia.

## Escultura

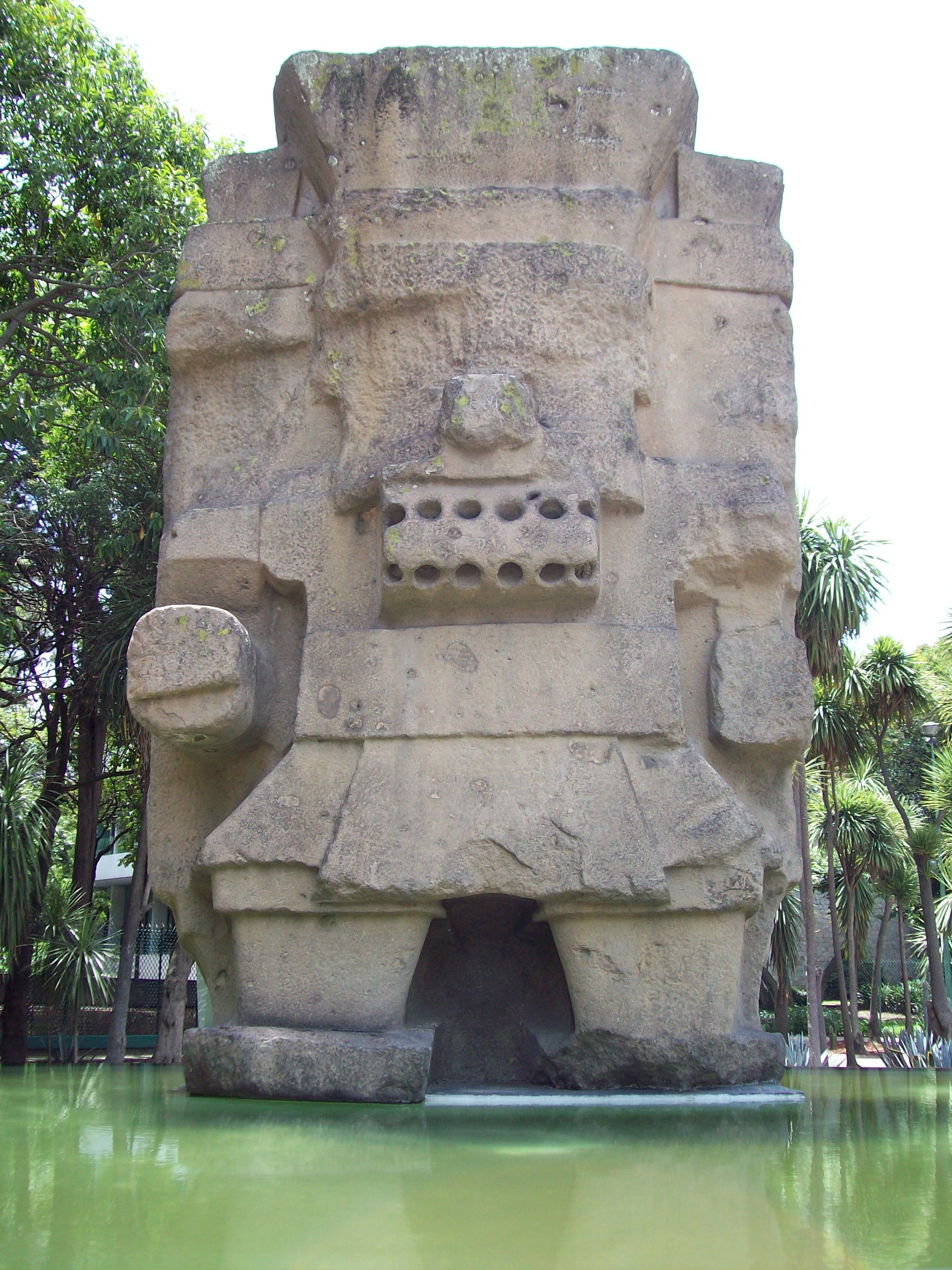
Figura del dios Tláloc.

El yacimiento arqueológico de Teotihuacán ha dado muestras de una gran actividad escultórica, tanto en bajo y alto relieves como en figuras simbólicas representando a los dioses y en objetos domésticos para uso diario o para ceremonias religiosas; dentro de estos objetos los había de lujo, encargos de las familias más poderosas. Los artesanos habitaban en los barrios y se repartían por zonas, dependiendo del material que trabajasen. Existía un grupo que trabajaba la obsidiana, otro que se dedicaba al barro (cerámica), al jade, uno de cuyos mejores ejemplos es el vaso de Tláloc; otros al alabastro (puede verse un jaguar, verdadera obra de arte), etc. En las excavaciones salieron a la luz más de 500 talleres de obsidiana.

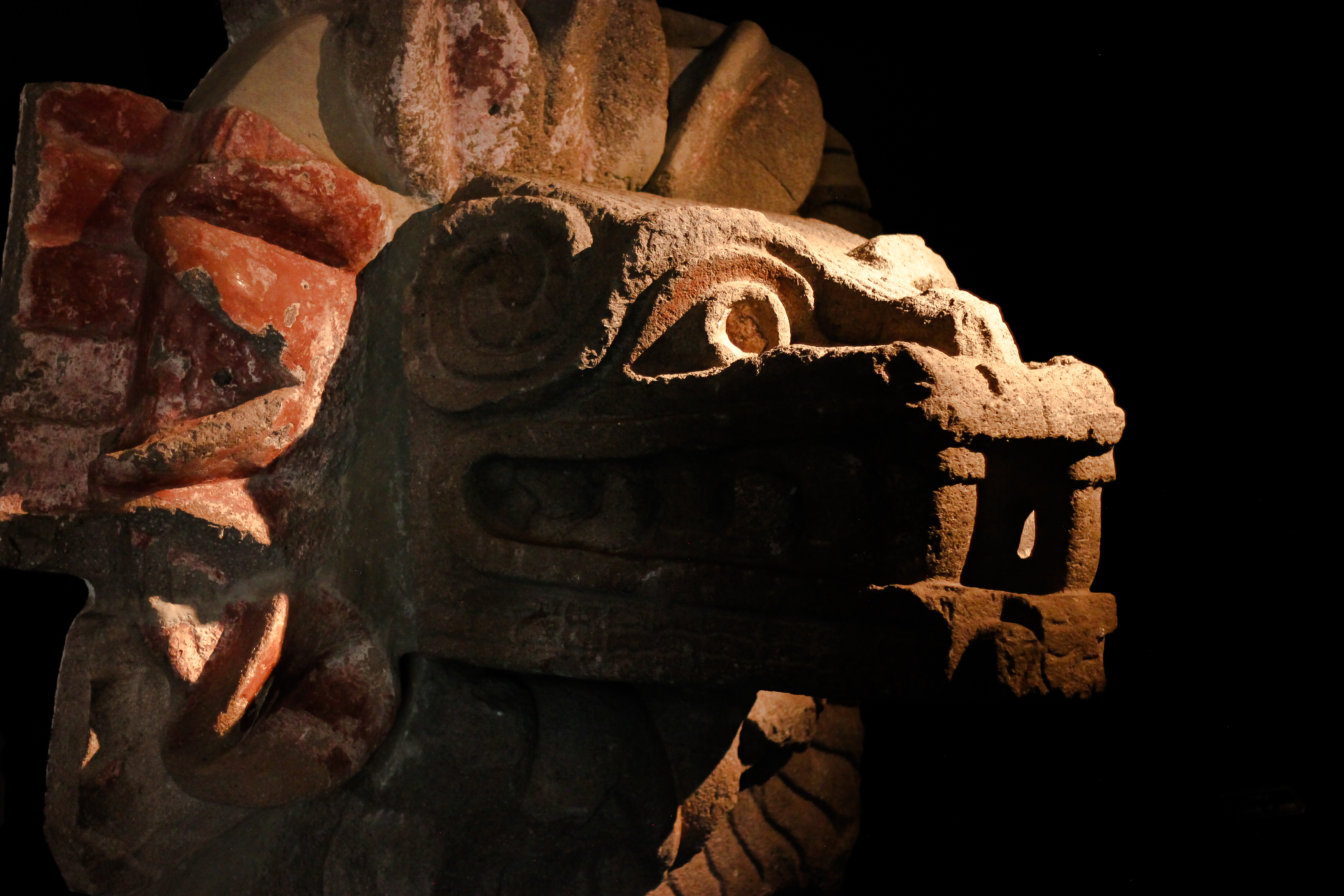
Serpiente emplumada en el llamado templo de Quetzalcoatl.

Se pueden ver in situ algunos de estos relieves, como los de la serpiente emplumada en el llamado templo de Quetzalcoatl o los del patio de los Pilares en el palacio de Quetzalpapalotl del que ya se hizo mención. El museo arqueológico recogió la mayoría de las esculturas, incluso se halla en su entrada a modo de gran recibimiento la figura del dios Tláloc de la cual se tenía noticias muy ambiguas y que fue descubierta en el siglo XX.
En el museo se encuentran también otras esculturas procedentes de Teotihuacán como la diosa y señora del agua, relacionada con la agricultura, la vegetación y el agua, la diosa Chalchiuhtlicue. Fue descubierta en la pirámide de la Luna y puede verse en el centro de la sala dedicada a Teotihuacán; pesa 30 toneladas. Otra estatua es la del dios del fuego Huehueteotl (o “dios viejo”). Se le representa como un anciano jorobado que lleva sobre su cabeza un brasero.

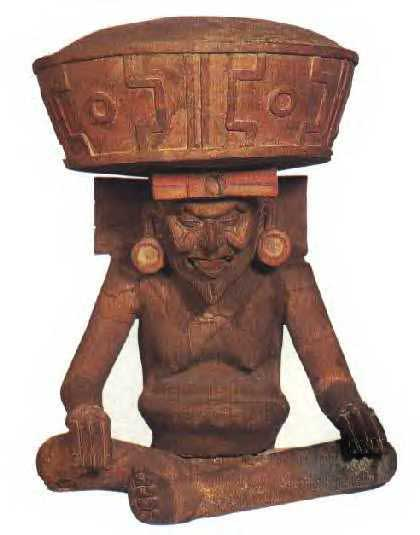
Xiuhtecuhtli o Huehuetéotl
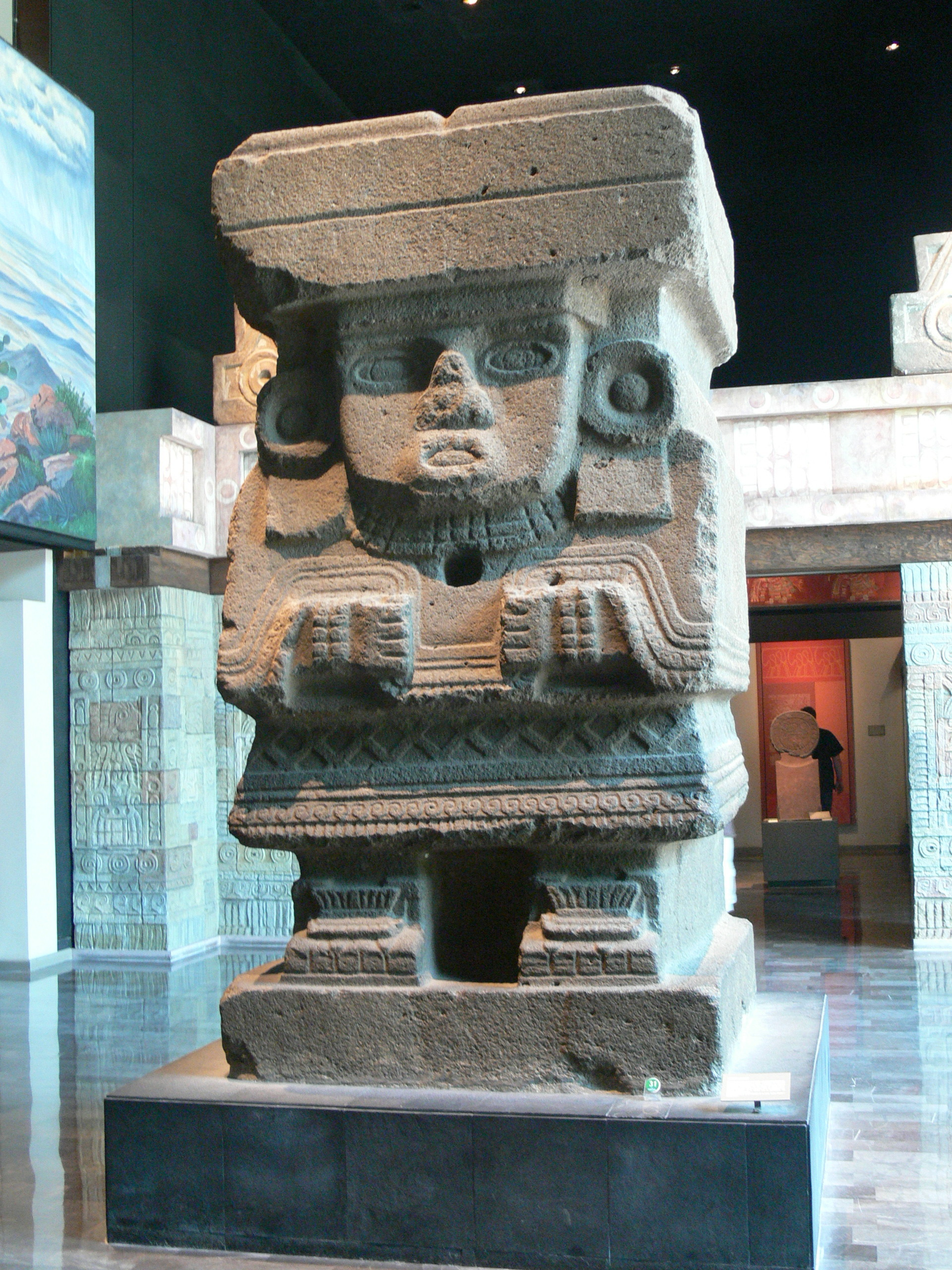
Chalchiuhtlicue
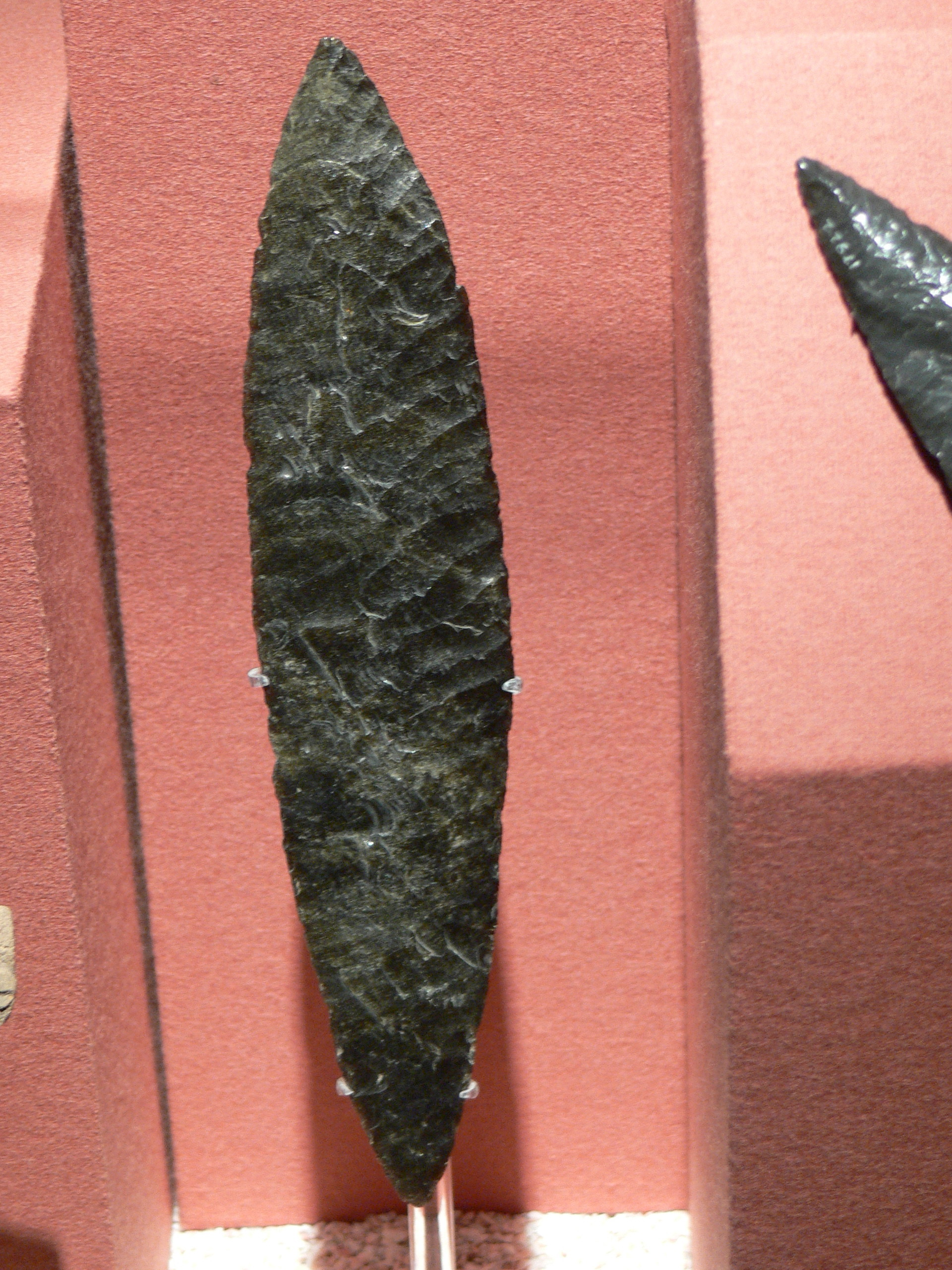
Trabajo de obsidiana

La estatua de Xipe Totec (o nuestro señor el desollado, dios de la primavera y la vegetación) tiene una altura de 1,12 m y está esculpida en barro.

### Cerámica
Al ser Teotihuacán un lugar sagrado, las peregrinaciones eran numerosas; como consecuencia se desarrolló el comercio y la fabricación de artesanías, sobre todo cerámica. El mercado principal estaba en el lugar donde se encuentra el museo. Estos productos se hicieron a gran escala y fueron muy importantes para el desarrollo de la economía de la ciudad. Los distintos talleres industrializados tuvieron pronto la oportunidad de exportar a lugares remotos como Guatemala sus trabajos hechos en cerámica, obsidiana y con conchas como material exótico. Se ha encontrado piezas de influencia de esta cerámica en Matacapan (en el municipio San Andrés Tuxtla del Estado de Veracruz de Ignacio de la Llave) y en el Cerro Bernal (en la costa de Chiapas).
El arte de elaborar vasijas de barro cocido, es decir, la alfarería, fue un recurso muy utilizado en Teotihuacán. A través del estudio de las diferentes piezas se han podido distinguir los distintos periodos de desarrollo cultural por los que pasó esta civilización. Cronológicamente se conocen cuatro estados:
- Cerámica de Teotihuacán I (del 500 al 200 a. C.).[nota 3] Son vasijas pintadas de color blanco sobre rojo y rojo sobre amarillento.
- Cerámica de Teotihuacán II (del 200 a. C. al 200). A esta época pertenecen los vasos representando a Tláloc y algunos floreros. Es una cerámica negra.
- Cerámica de Teotihuacán III (del 200 al 650). Corresponde a este periodo la cerámica anaranjada en ejemplares de vasos con tapas decoradas y vasos pintados de rojo sobre marrón.
- Cerámica de Teotihuacán IV (650 a 800): urnas y braseros.

En general los alfareros fabricaron ollas, vasijas zoomorfas y antropomorfas, figurillas, muñecos, objetos domésticos, vajillas, collares, etc.).

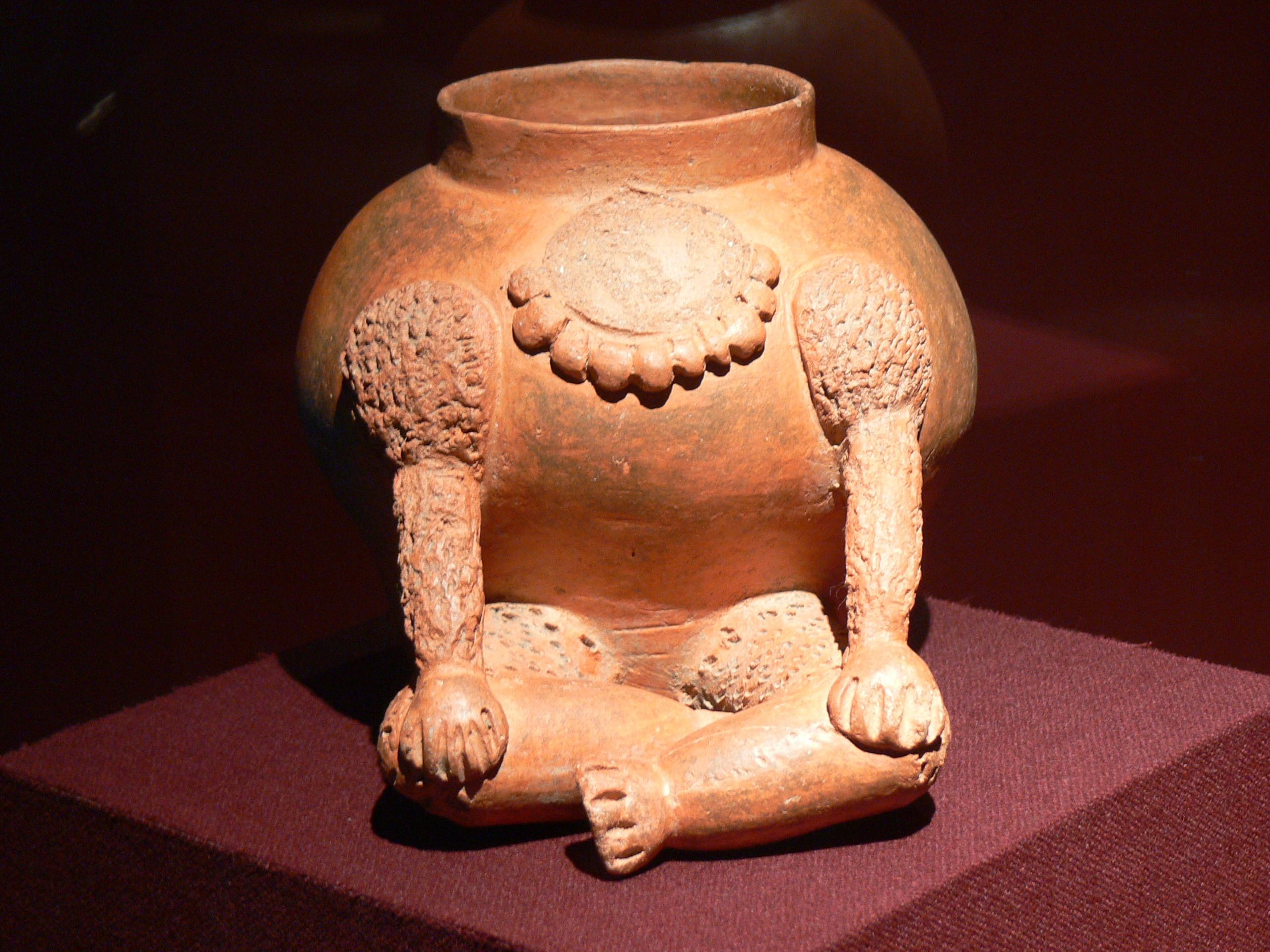
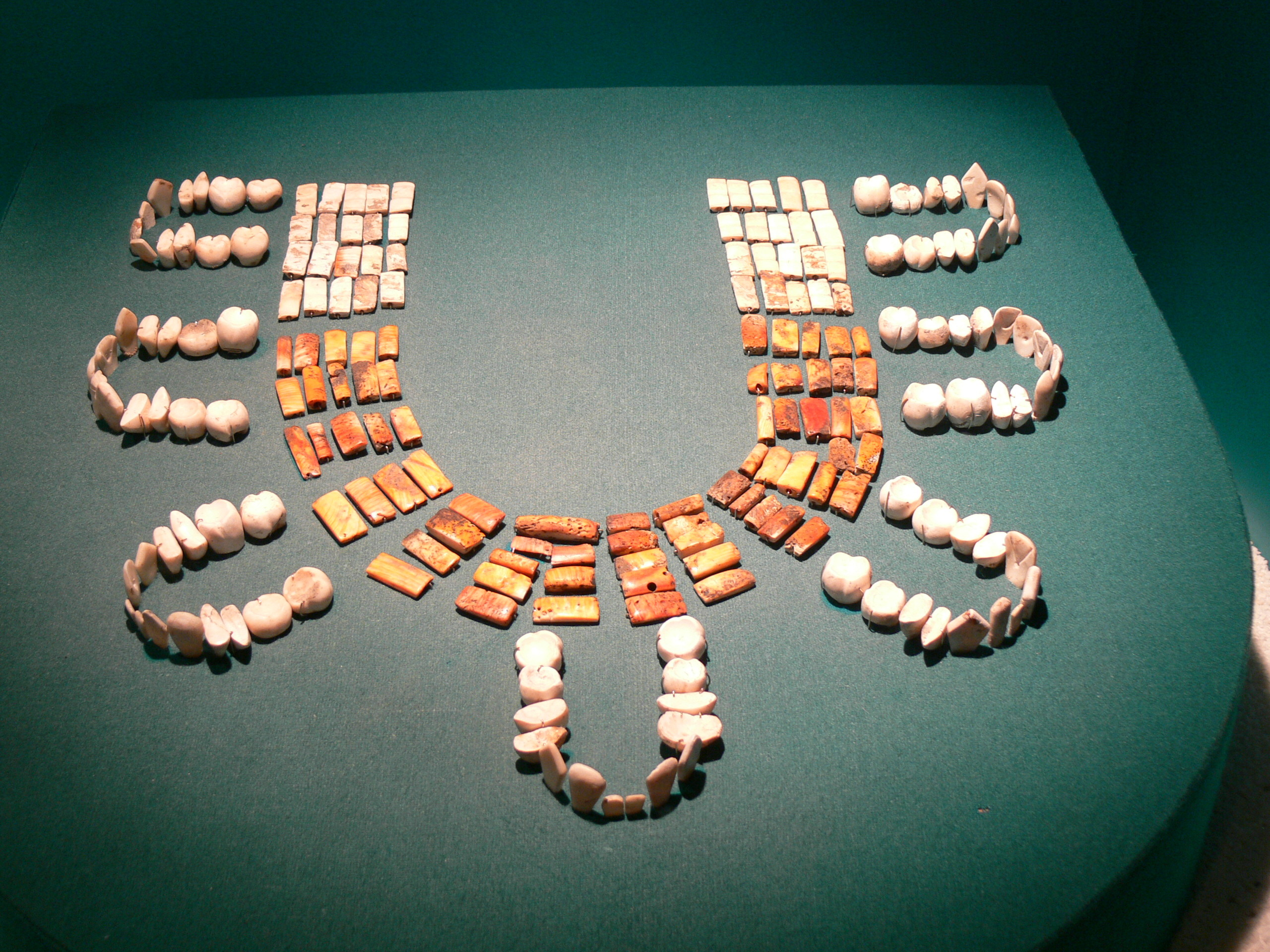
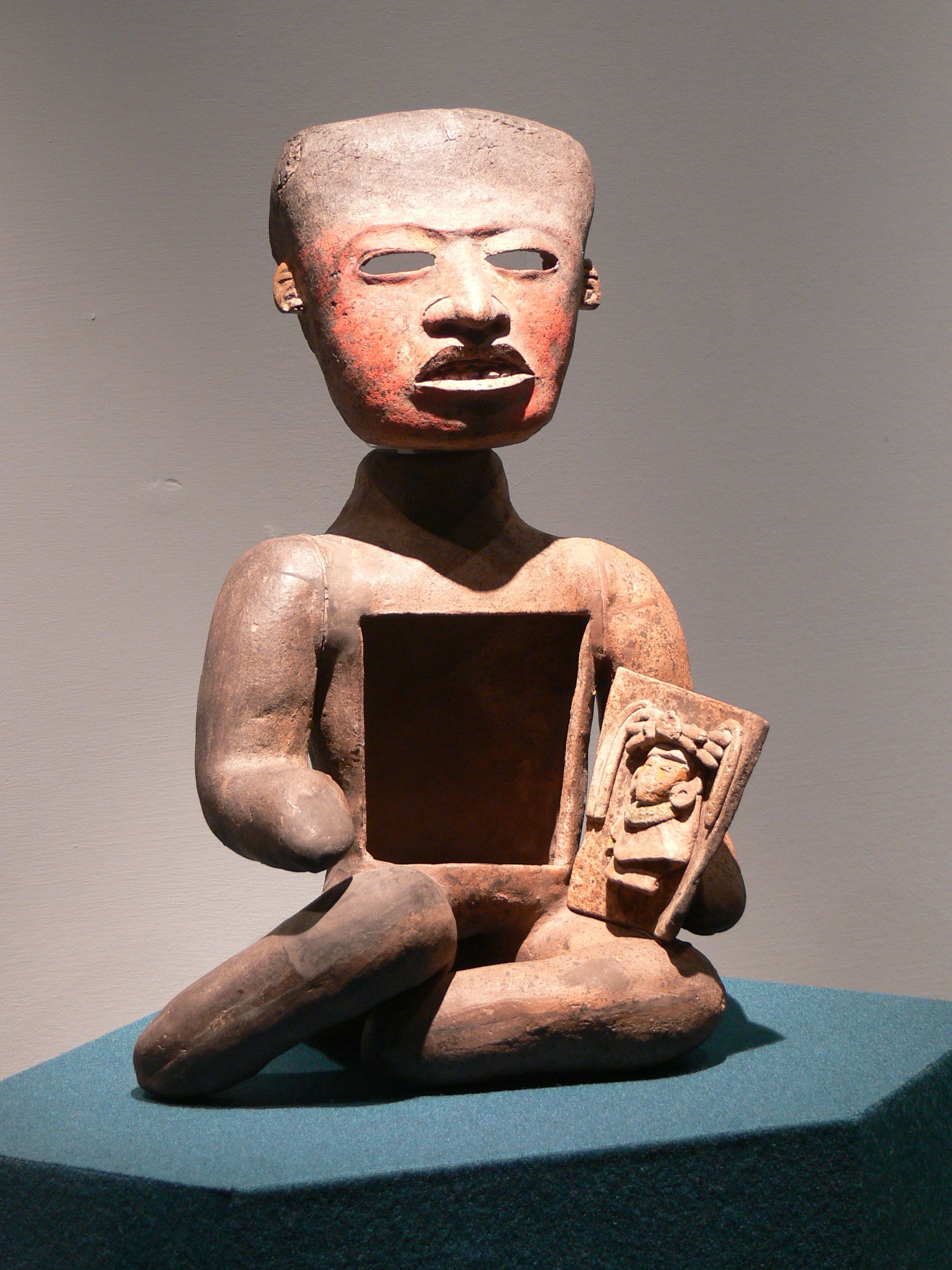
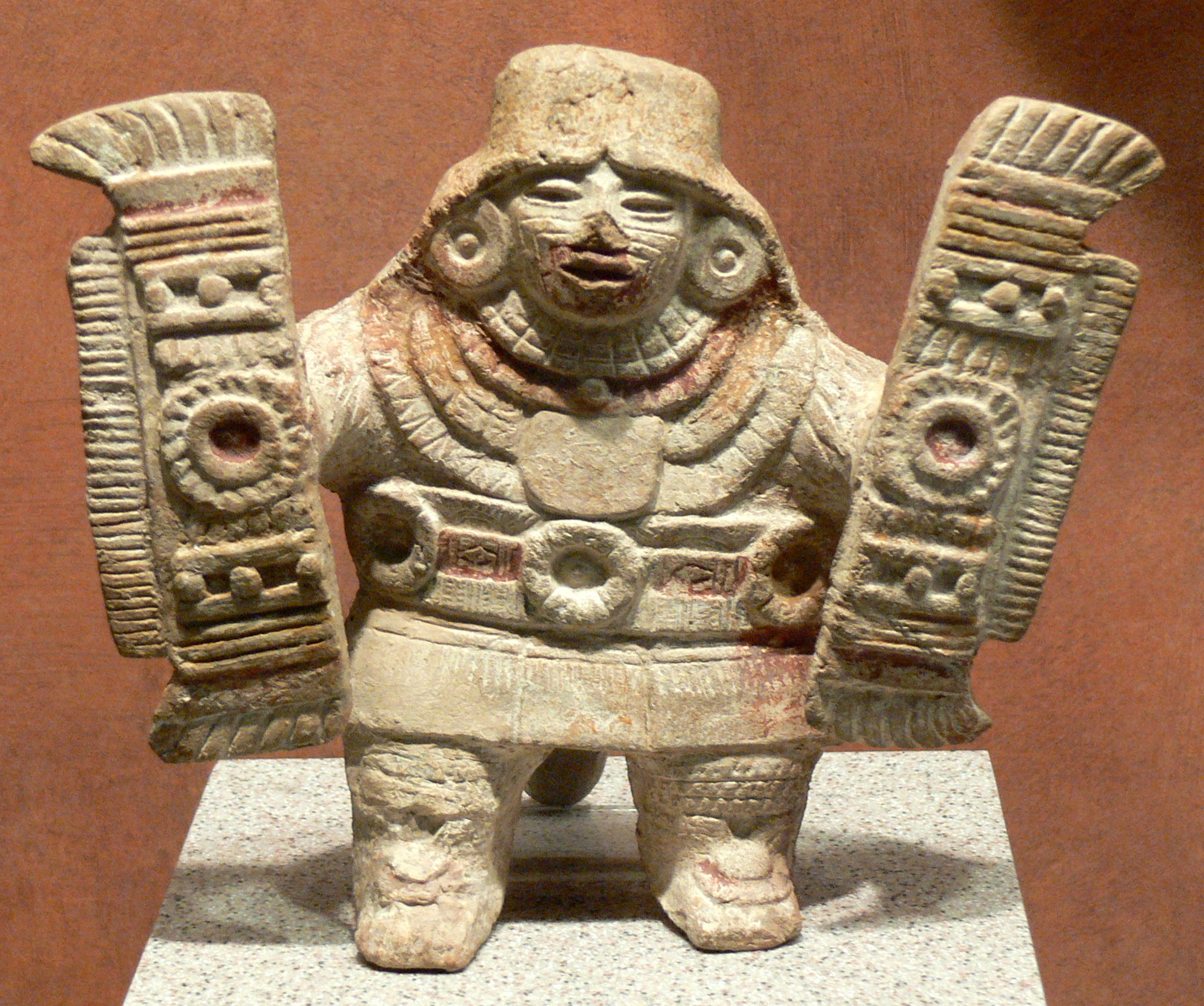

### Máscara Teotihuacana

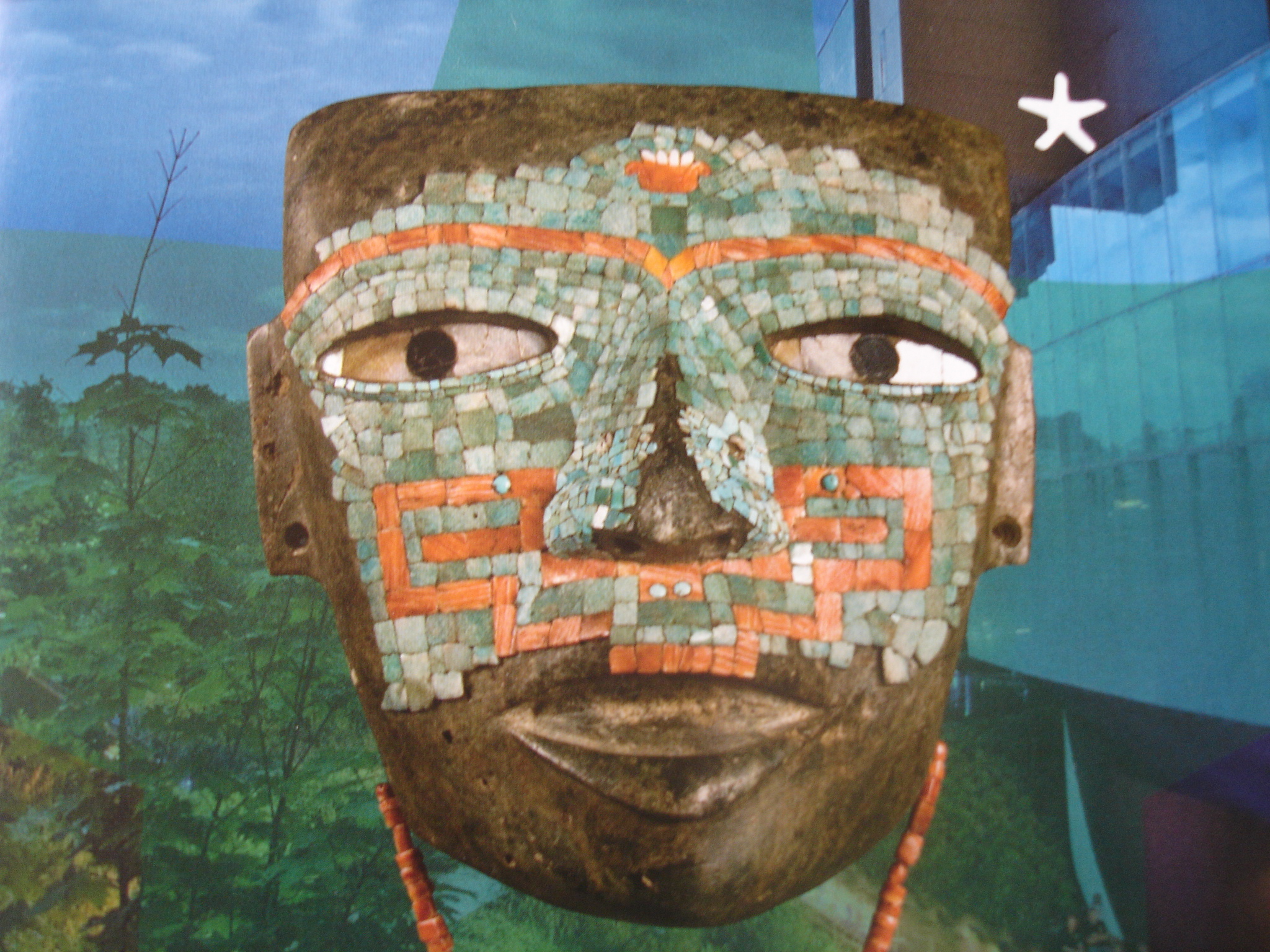
Máscara de Malinaltepec, serpentina con incrustaciones de amazonita, turquesa, concha y obsidiana y un collar (visible parcialmente en la foto) con 55 cuentas y un colgante.

Teotihuacán significa ‘ciudad donde habitan los dioses’, por esta razón al enterrar aquí gente notable, se les supone con categoría suficiente para convertirse en teutl, que son los héroes divinizados. Pero para que así sea es necesario que hagan el tránsito de la vida a la muerte llevando consigo una máscara, ya que los dioses no muestran nunca su faz sino que se la cubren con una careta o máscara. Por eso los grandes señores enterrados en Teotihuacán fueron siempre provistos de máscaras y de esa manera podían acceder a una existencia heroica en la ultratumba.
En todas las necrópolis precolombinas se han encontrado sobre los cadáveres toda clase de máscaras de gran tamaño, nunca más pequeñas que el tamaño natural de una cara. También para los pueblos indios del suroeste de Estados Unidos hablar de máscaras era hablar de dioses.
Los historiadores de arte opinan que las máscaras de Teotihuacán son de una belleza excepcional. Nunca reproducen los rasgos especiales de cada individuo pero sí los rasgos generales de cada pueblo. Sus líneas son correctas y demuestran el retrato físico y espiritual de una estirpe. En Teotihuacán fueron capaces de tallar estas máscaras en piedras durísimas y de gran calidad, elegidas minuciosamente de acuerdo con el colorido natural y las irisaciones. Las máscaras que fueron hechas de piedra menos dura y de peor clase fueron después estucadas y pintadas. Otras estaban recubiertas de mosaicos hechos con turquesas, coral y obsidiana, empleando cada material según las circunstancias y según la simbología que querían expresar:
- Turquesa, el color de Tláloc (dios de la lluvia y del agua).
- Rojo (coral), el color de Xiuhtecutli (dios del fuego).
- Negro, el color de Quetzal (Quetzal era una ave de plumaje maravilloso con plumas color negro en el centro y abajo de la cola. Es un nombre genérico y se suele referir al plumaje más que al ave en sí).[3]

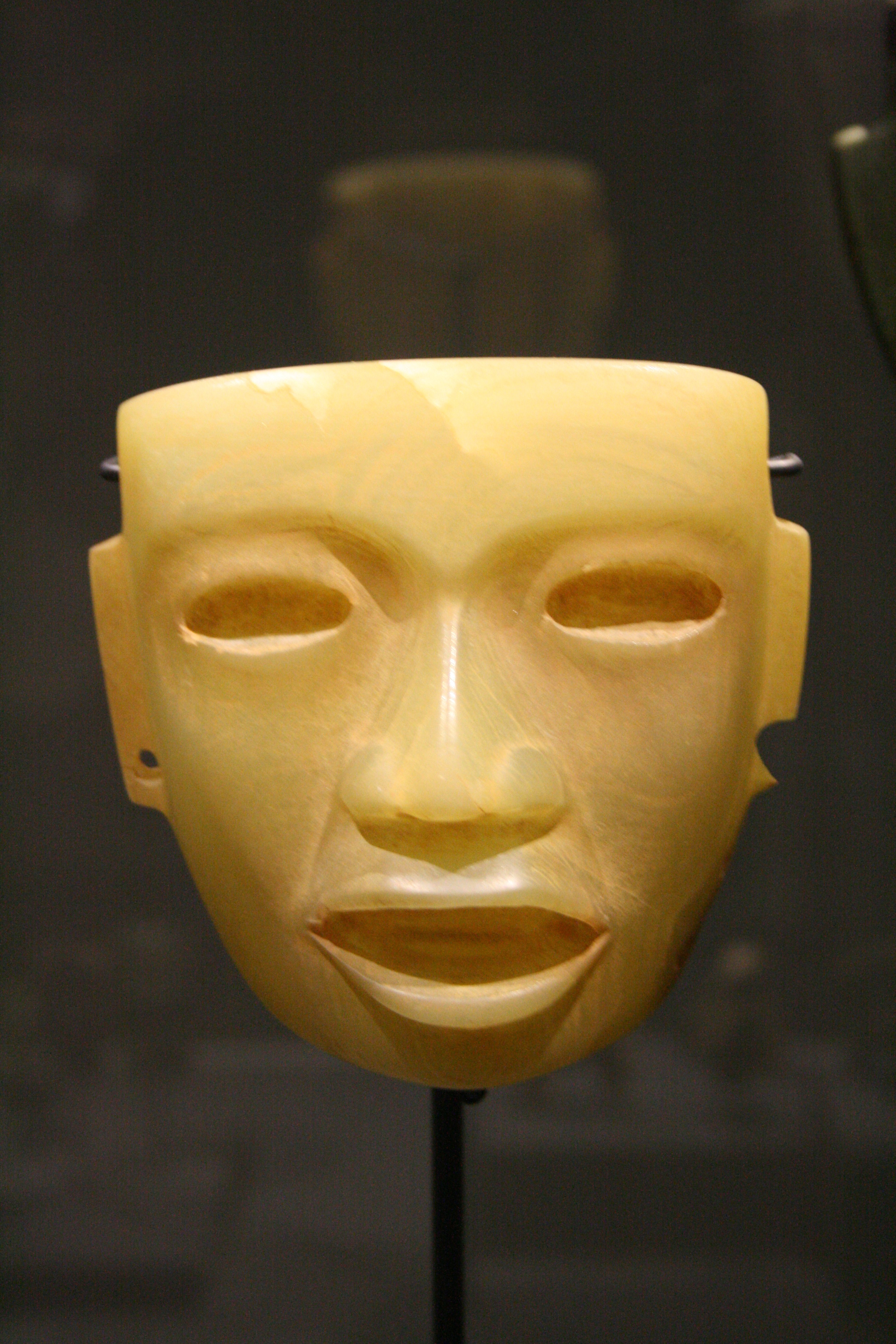
Máscara hecha de piedra
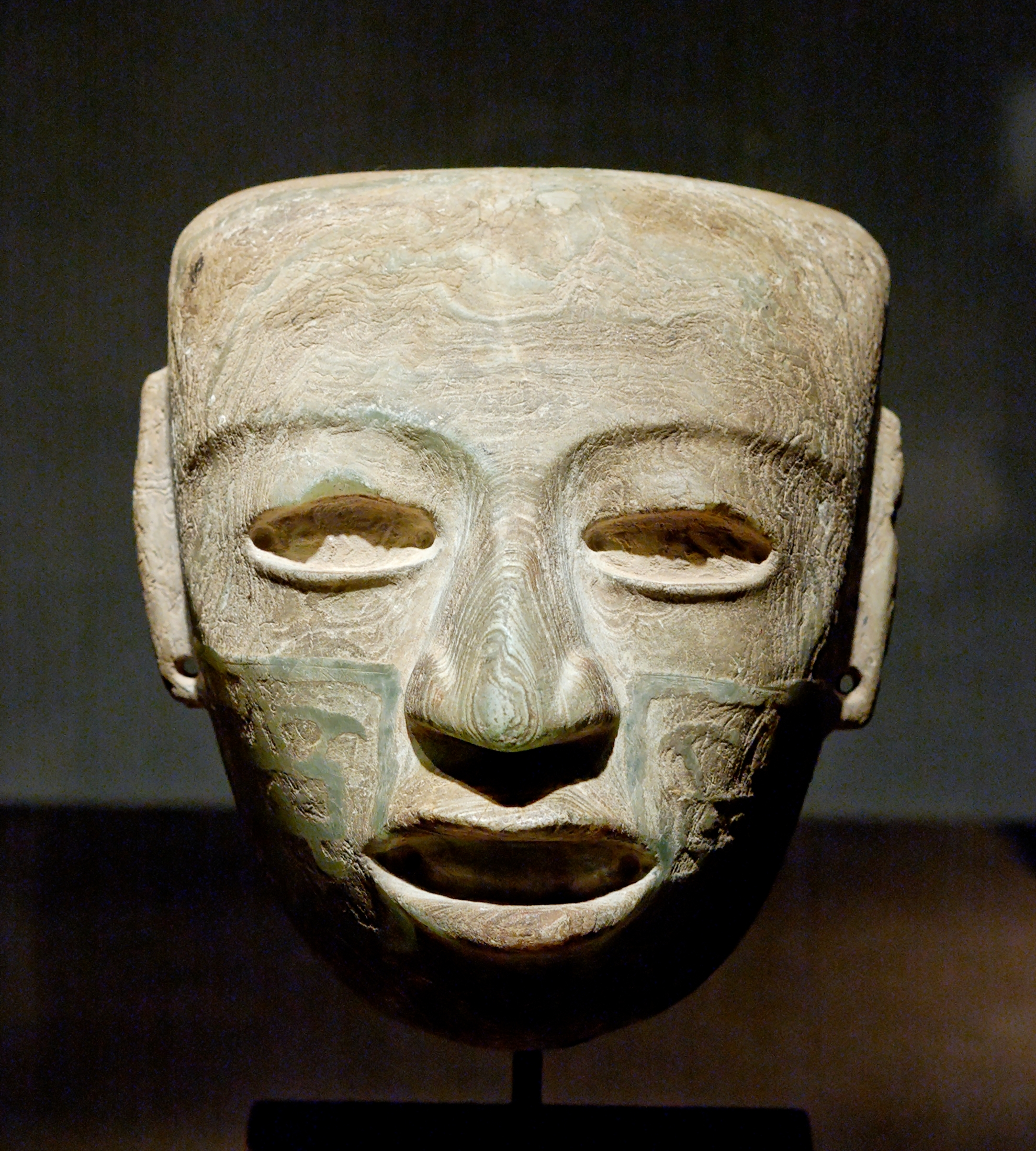
Máscara hecha de piedra
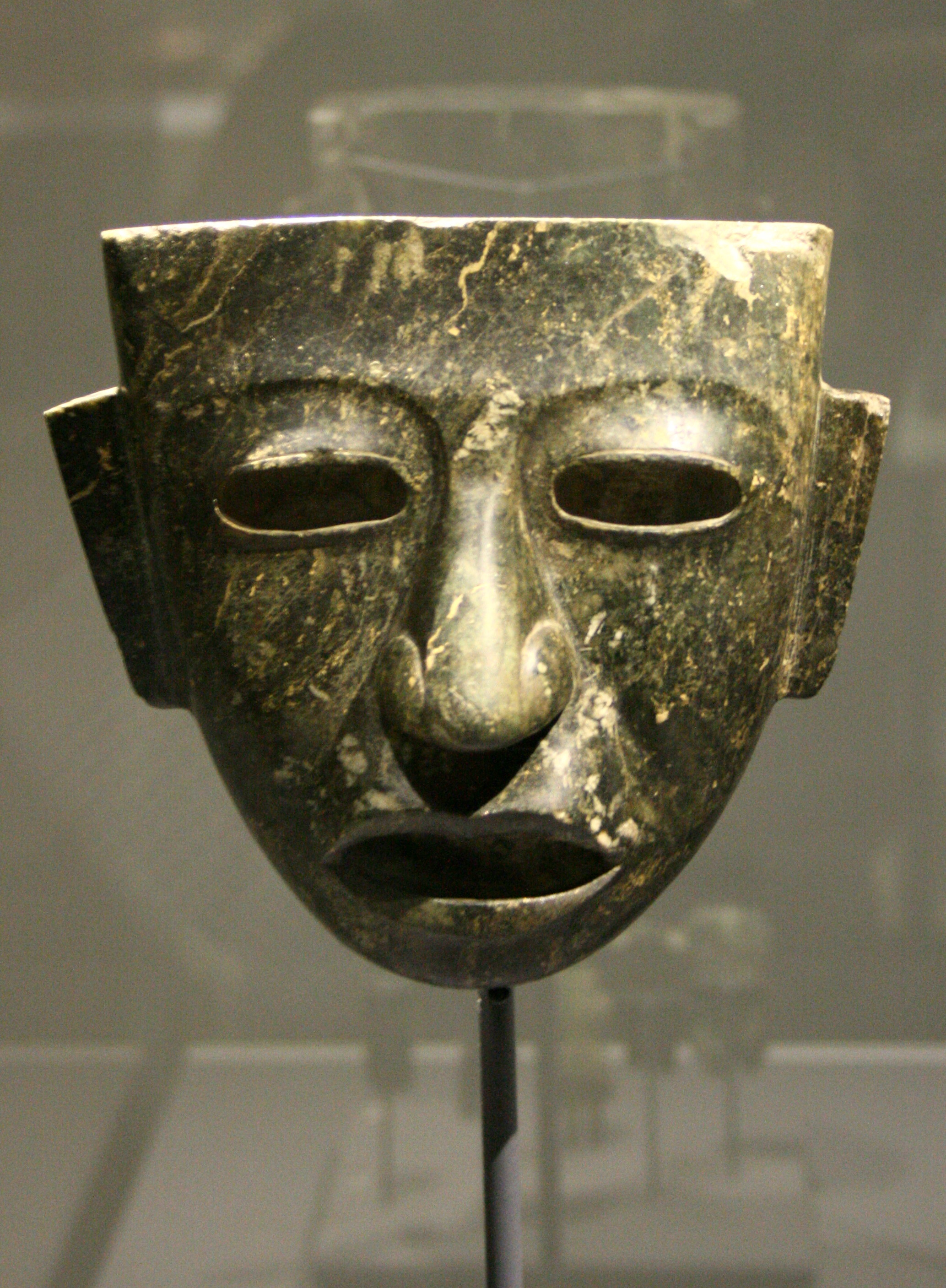
Máscara hecha de piedra

## Pintura mural
En Teotihuacán todo era colorido. Las piedras de las pirámides y los exteriores de los templos estaban revestidos de estuco y color. En el interior de los edificios abundaban las pinturas murales con un colorido variado y brillante, adecuado a cada escena y a cada imagen. A través de las pinturas se puede estudiar y conocer no solo el panteón teotihuacano sino las costumbres de su gente, el comercio y las actividades guerreras.

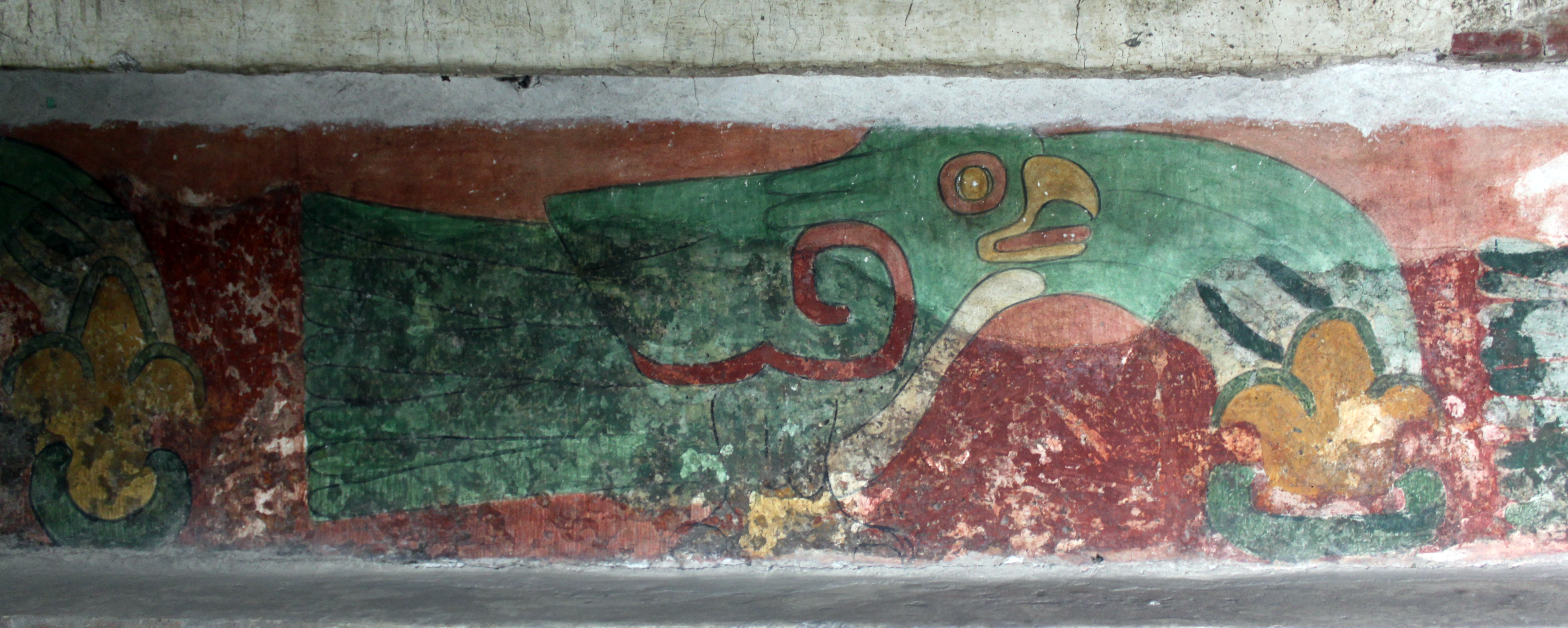
Palacio de Quetzalpapálotl. Pintura de un pájaro con flores.

Las pinturas de representación de plantas descubiertas en el templo de la Agricultura por el arqueólogo Leopoldo Batres en 1887, son de una gran belleza. Sólo se conservan las copias tomadas en su momento. Uno de los murales representa a dos deidades esquematizadas y relacionadas con el agua. Entremedias de estas dos figuras se ven escenas pacíficas con personajes que ofrecen tortas, semillas, hule y jades. Hay dos personajes que se distinguen por el color blanco de sus vestidos; el de la izquierda es una mujer que lleva un huipil y el de la derecha es un hombre vestido con una túnica ceñida. En el palacio de Quetzalpapálotl también había buenos murales, algunos conservados con más o menos fortuna.
Los edificios de los barrios residenciales en el entorno de la gran ciudad fueron decorados con gran profusión de pinturas murales, muchas de ellas conservadas en su lugar. En el barrio de Tepantitla se puede contemplar en las ruinas de un edificio una pintura mural representando el paraíso de Tláloc (o Tlalocan), llamado así por la destacada presencia de este dios en la cenefa del mural. En este mural el artista plasmó escenas costumbristas, juegos, vida religiosa con unos sacerdotes vestidos de ceremonial en actitud de cantar mientras van sembrando la tierra y la rocían con agua. Está representado así mismo el juego de pelota cuya celebración está relacionada con el inicio del tiempo. Se ven los marcadores muy parecidos al grupo que se encontró en La Ventilla (al sur de la calle de los Muertos) y a otro que se descubrió en Tikal, en el templo 6-C-XVI. En este de Tepantitla hay también un espectador y otros jugadores golpeando una pelota con una especie de bastón. Es la misma representación del llamado Palo de Lumbre que se juega en la actualidad en Michoacán.
Esta y otras representaciones del juego de pelota hace pensar a los investigadores que en Teotihuacán se concentraron multitud de jugadores llegados de otras regiones, celebrando el inicio de un nuevo tiempo, tomando como escenario una cancha enorme: la calle de los muertos.
El mayor número de murales apareció en el barrio de Tetitla. La base de estas pinturas está hecha con arena fina de cuarzo más una mezcla de cal. Uno de estos murales es el llamado de las manos sagradas, un tema muy frecuente en la pintura teotihuacana. Otro mural corresponde a un edificio más tardío que se supone fue un adoratorio. Los edificios de todo el barrio están llenos de pinturas: en los pórticos, pasillos y paredes.

Glifo Puh, representado en los murales.

Atetelco es un conjunto de edificios que consta de dos patios: el más antiguo tiene tres pórticos cubiertos por magníficos murales bien restaurados. Aquí se pueden apreciar imágenes de coyotes y jaguares engalanados con penachos de plumas. De sus bocas salen las vírgulas que representan sus palabras. En otro pórtico pueden verse también figuras de sacerdotes, cabezas de coyotes y aves. En este lugar se puede apreciar el símbolo del glifo Puh, existente también en la escritura maya. Las pinturas más espectaculares son las del llamado Patio Blanco. En el pórtico 1 de este patio, que da al sur se ve repetido el símbolo de Puh y la figura de algún coyote, dibujos muy antiguos en las representaciones prehispánicas.
En el pórtico 2, al este, unos personajes humanos sostienen un caracol emplumado. Van ataviados con un tocado cuyo frente es la cabeza de un ave. Otra representación muestra una procesión con un coyote y un jaguar. En el pórtico 3, al norte, se ve la figura de un ave humanizada que sujeta tres dardos con borlas. Las manos y los pies calzados con sandalias, son humanos.

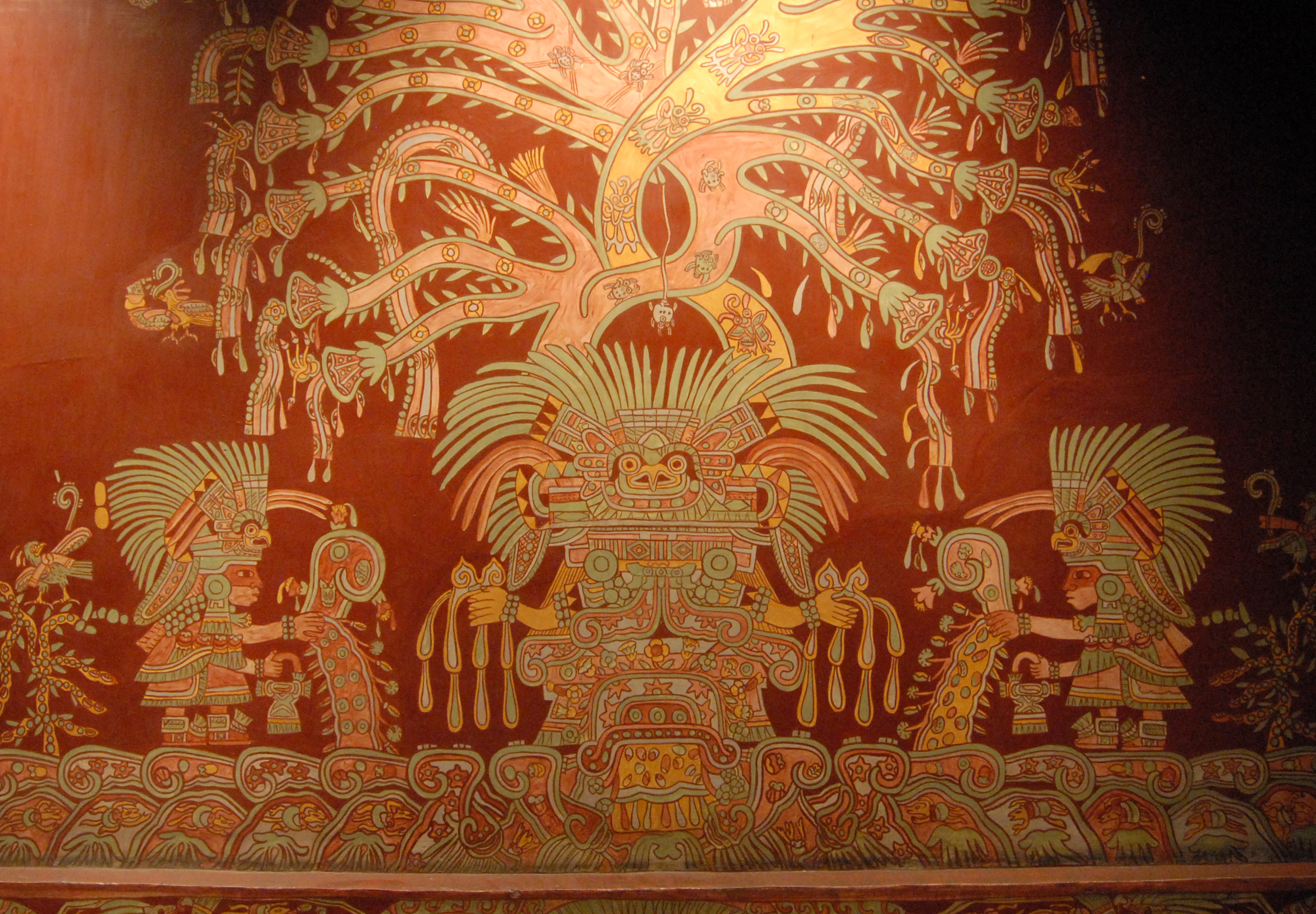
Uno de los murales que representa a la Gran Diosa de Teotihuacán en el complejo de apartamentos situado en Tepantitla.
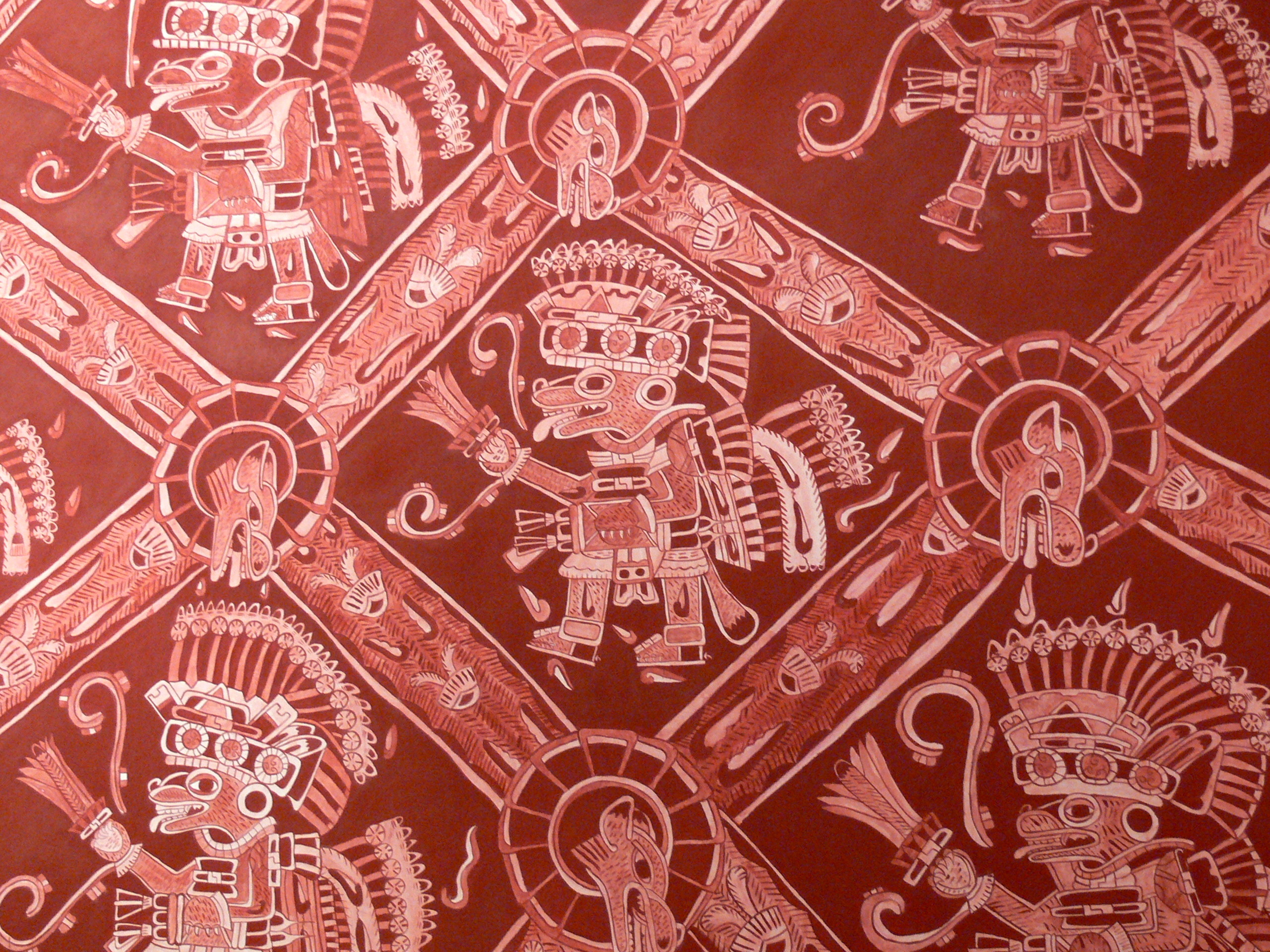
Reconstrucción de los murales en el patio del Palacio de Atetelco mostrando guerreros y coyotes.
Dibujo de dos jugadores de pelota en un mural de Tepantitla. De su boca sale la virgulilla que representa su voz.
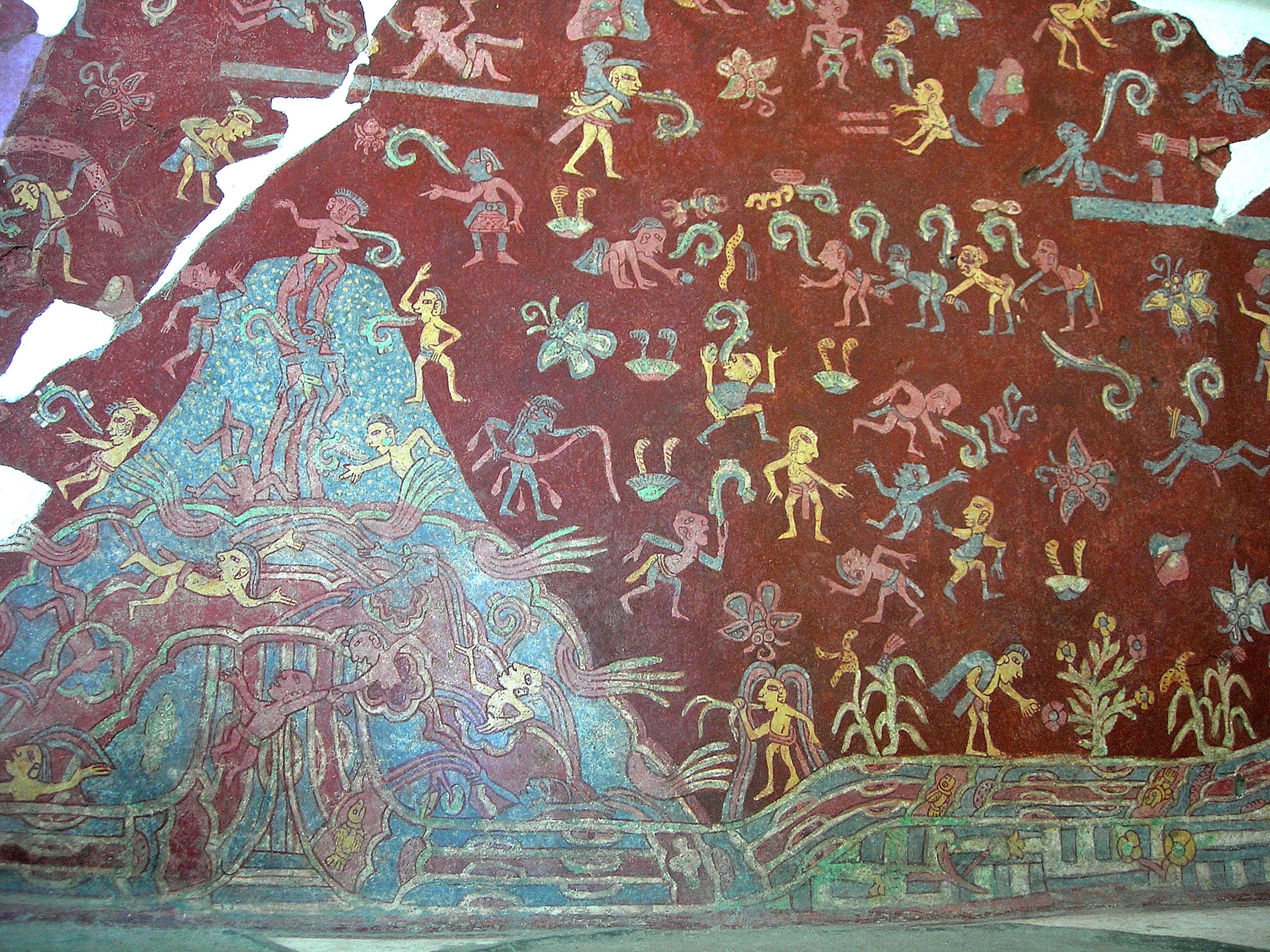
Mural de Tepantitla. Aparece directamente en la imagen de la Gran Diosa de Teotihuacán.
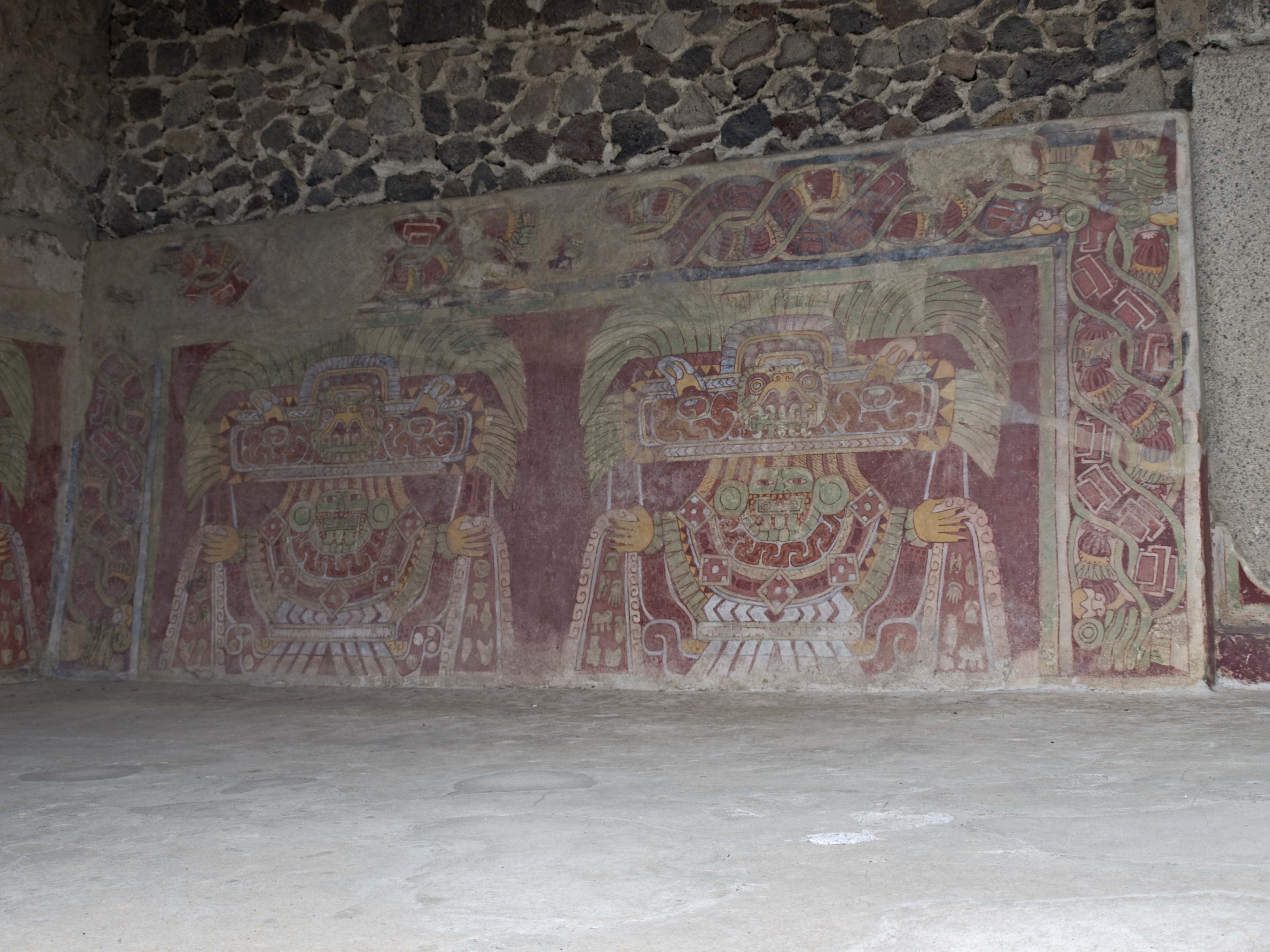
Un mural de Tetitla que representa a la Gran Diosa de Teotihuacán.
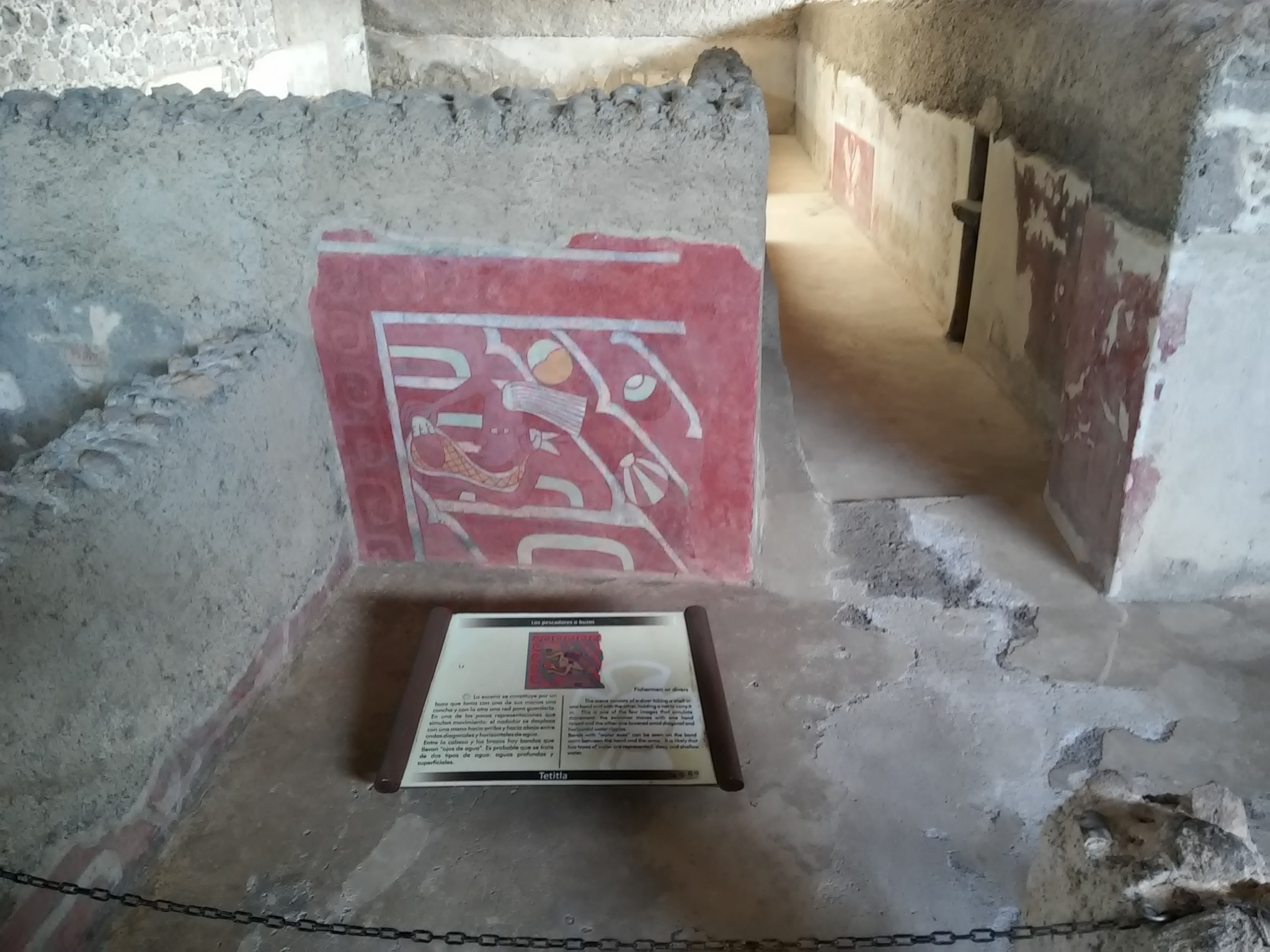
Mural que representa a un pescador de moluscos en el complejo de Tetitla

## Investigaciones, estudio y exposiciones
A principios del siglo XX, se empezaron a organizar los estudios arqueológicos con gran ayuda de los antropólogos. El profesor antropólogo y arqueólogo mexicano Manuel Gamio llevó la dirección de los trabajos de La población del Valle de Teotihuacán entre los años 1917 y 1921. Para dar a conocer al público la cultura y civilización de los pueblos prehispánicos se creó en México en 1964 el Museo Nacional de Antropología, donde Teotihuacán contó con una importante sala. El responsable de esta sala fue el arqueólogo mexicano Jorge R. Acosta, encargándose del mural que recrea Teotihuacán el paisajista mexicano Nicolás Moreno.
El Instituto Nacional de Antropología e Historia de México ha llevado a cabo en los últimos 25 años una valiosa investigación y un exhaustivo estudio de todo el material aflorado en los últimos tiempos. Han sido muchos los trabajos y descubrimientos, pero aun así los arqueólogos futuros tendrán mucha tarea y la ocasión de trabajar en otros descubrimientos. Los avances tecnológicos permiten que la investigación del presente no dañe ese futuro del patrimonio teotihuacano que todavía se mantiene oculto.
A partir de octubre de 2009 se han organizado una serie de exposiciones en las principales ciudades europeas, exhibiendo una colección muy valiosa del arte de Teotihuacán.